# Flughafen Düsseldorf

i7
i11
i13

Flughafendiagramm

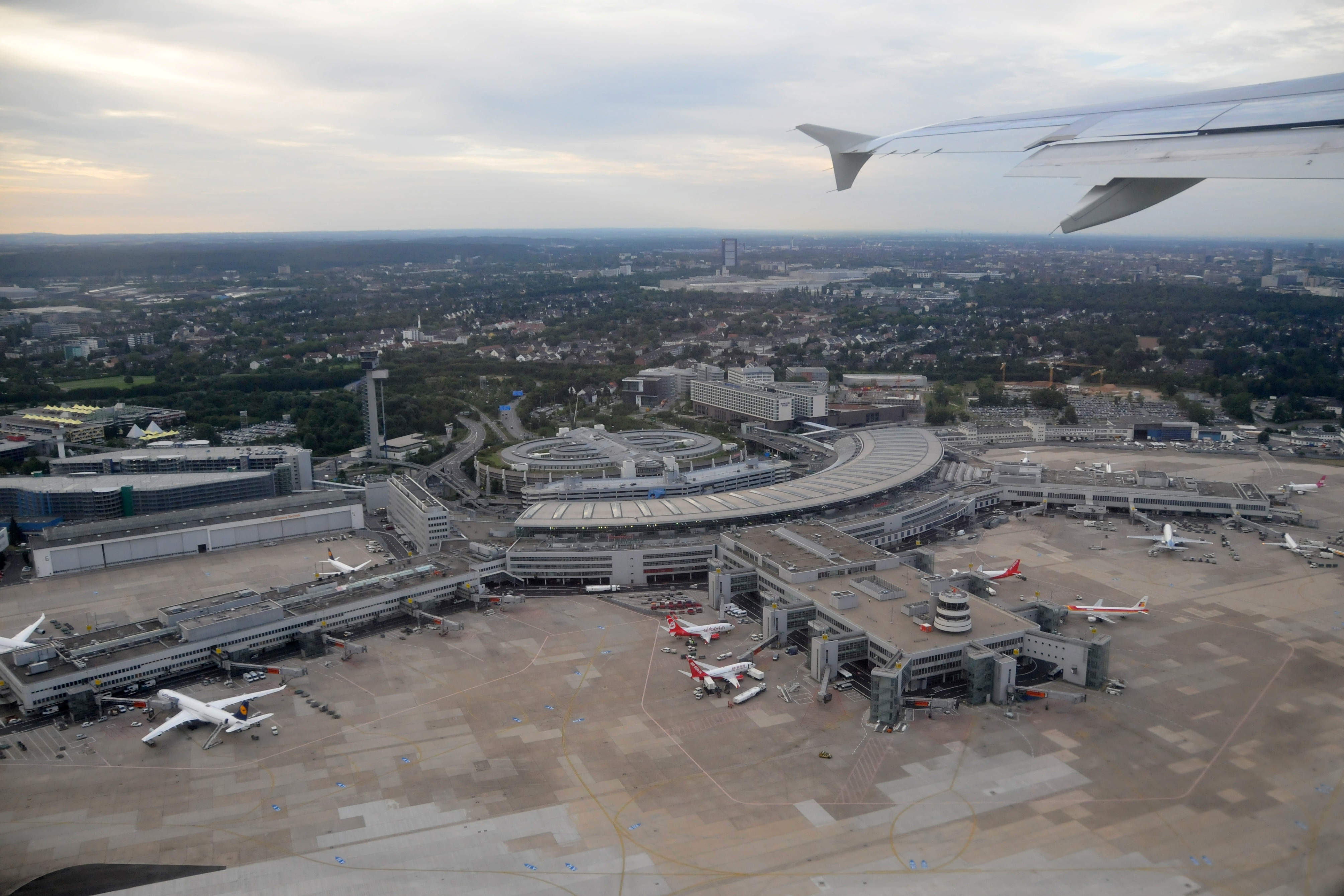
Blick von Nordosten auf das Flughafengebäude und seine Umgebung (Airport City)

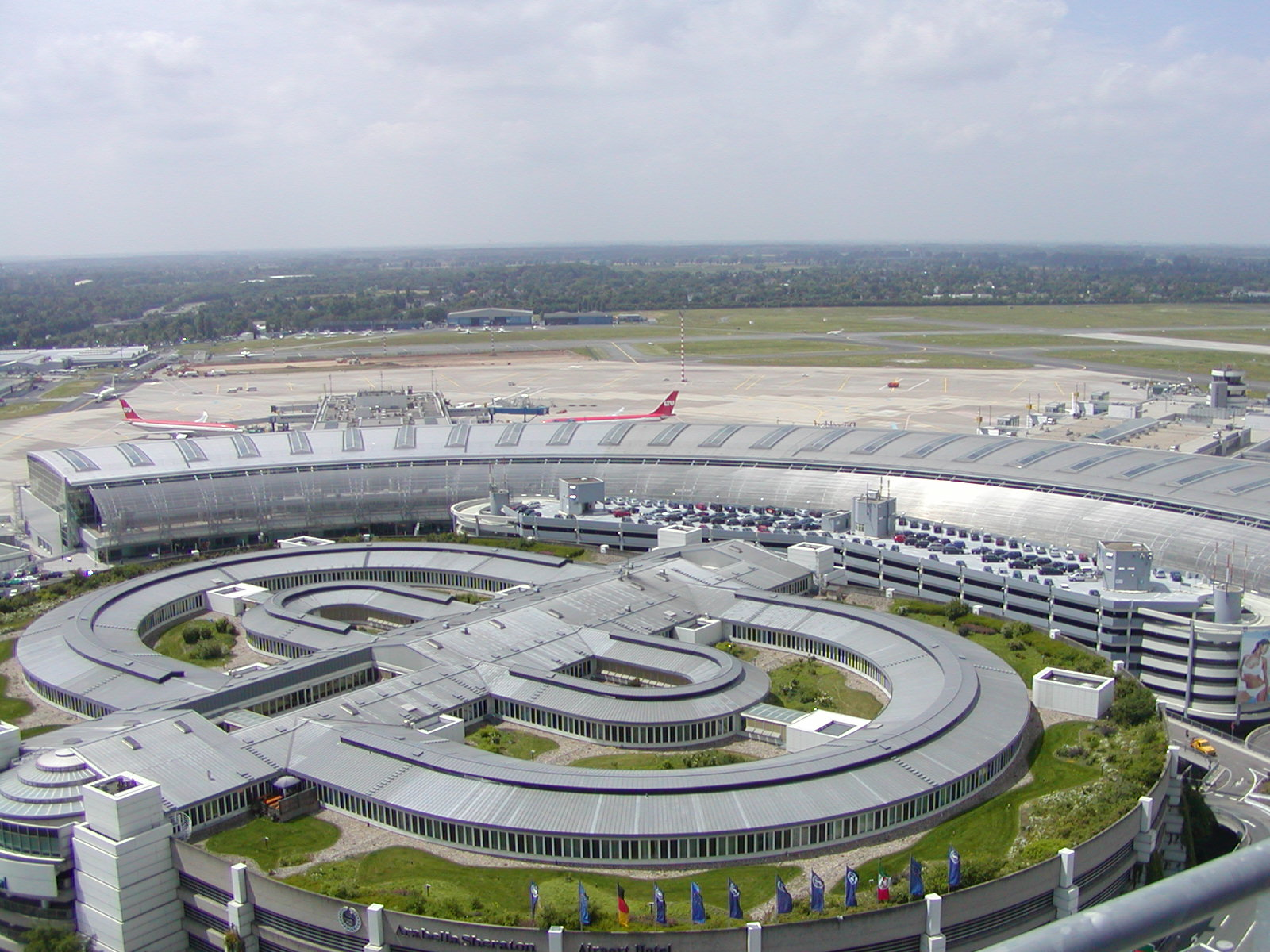
Blick vom DFS-Kontrollturm auf das Flughafengebäude

Der Flughafen Düsseldorf (Eigenbezeichnung Düsseldorf Airport, IATA-Code: DUS, ICAO-Code: EDDL) ist der wichtigste Flughafen des Landes Nordrhein-Westfalen. Gemessen am Passagieraufkommen liegt der Düsseldorfer Flughafen in Deutschland hinter Frankfurt, München und Berlin an vierter Stelle, gemessen am Frachtaufkommen liegt er an neunter Stelle. Der Flughafen wurde am 19. April 1927 eröffnet.
Im Jahr 2019 nutzten über 25 Millionen Passagiere den Flughafen, der von 80 Fluggesellschaften mit über 230 Zielen in 65 Ländern verbunden wird. Mit einem Umsatz von rund 400 Millionen Euro und einem Ergebnis von 57 Millionen Euro zählte er im Geschäftsjahr 2010 zu den sechs profitabel wirtschaftenden Flughäfen Deutschlands. 2022 verbuchte er 368,3 Millionen Euro Umsatz, einen operativen EBIT von 36,6 Millionen und einen Jahresfehlbetrag von 19,6 Millionen Euro.

## Geschichte

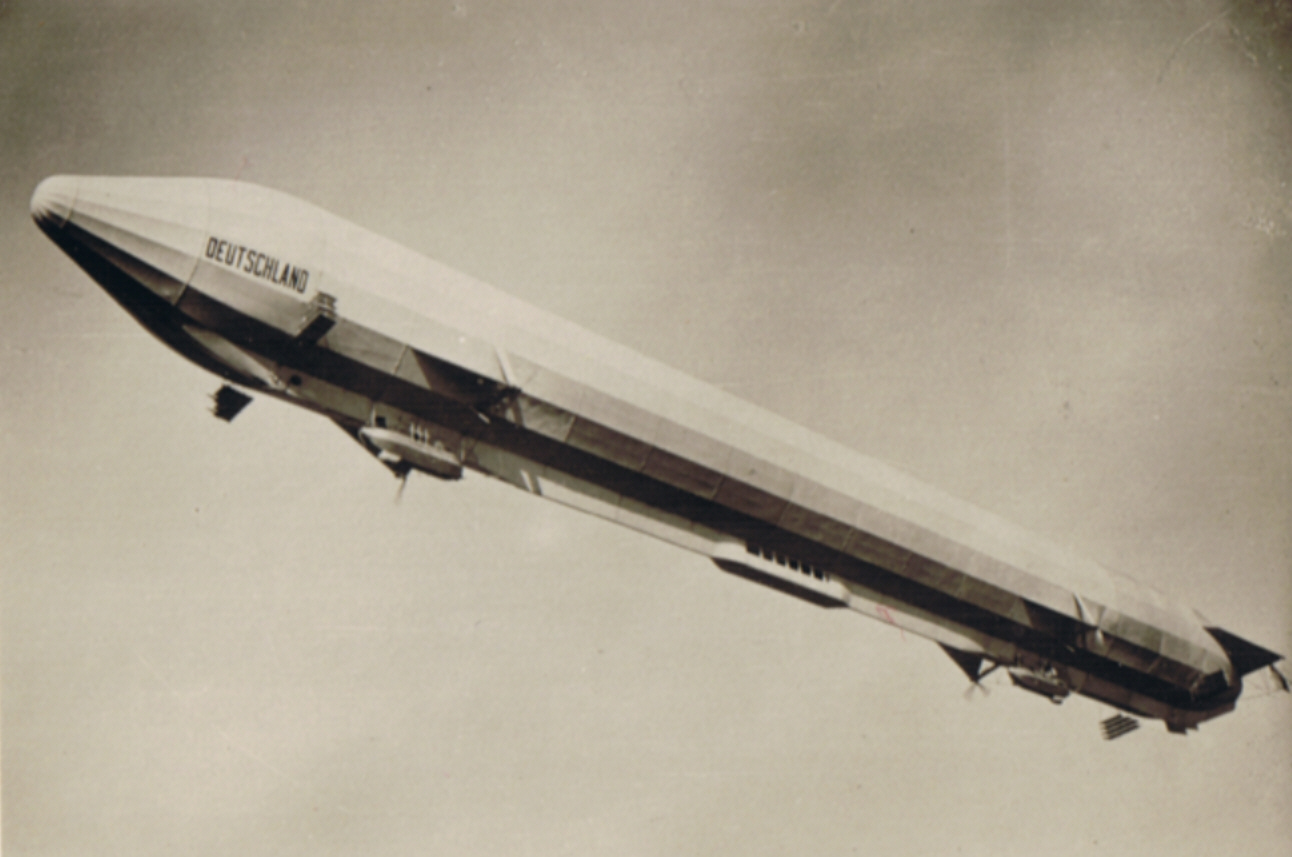
Zeppelin LZ 8 „Deutschland“ (1911)
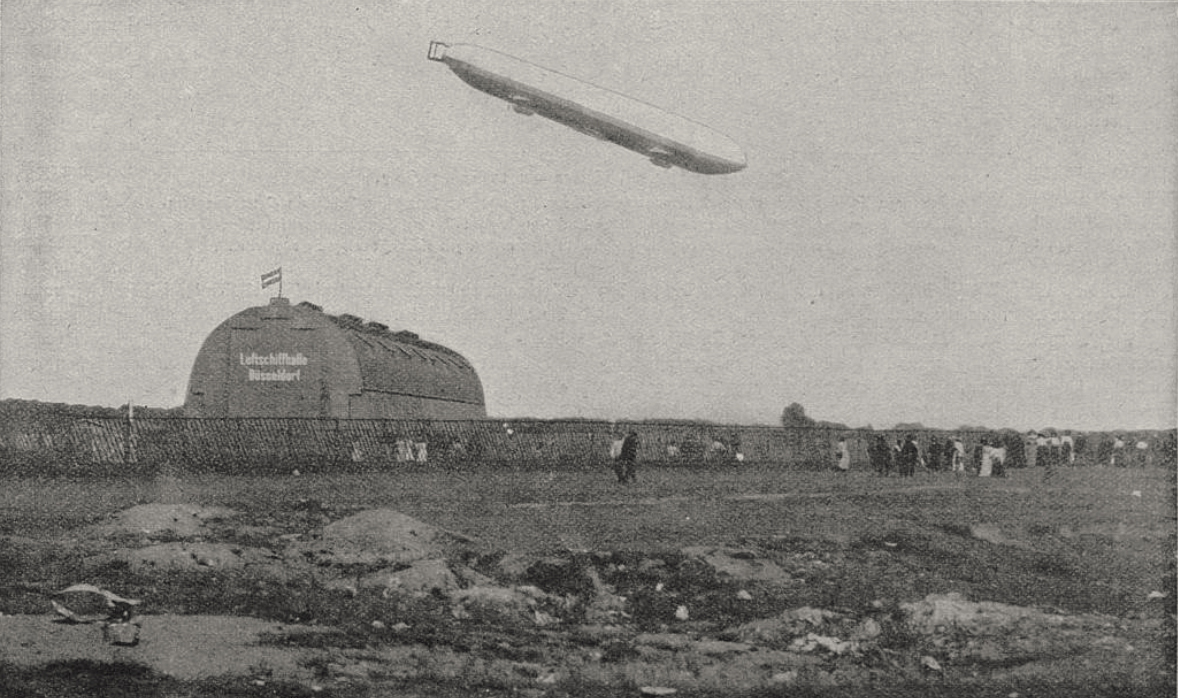
Flugfeld mit Luftschiffhalle Düsseldorf sowie Zeppelin LZ 10 „Schwaben“ (1911)
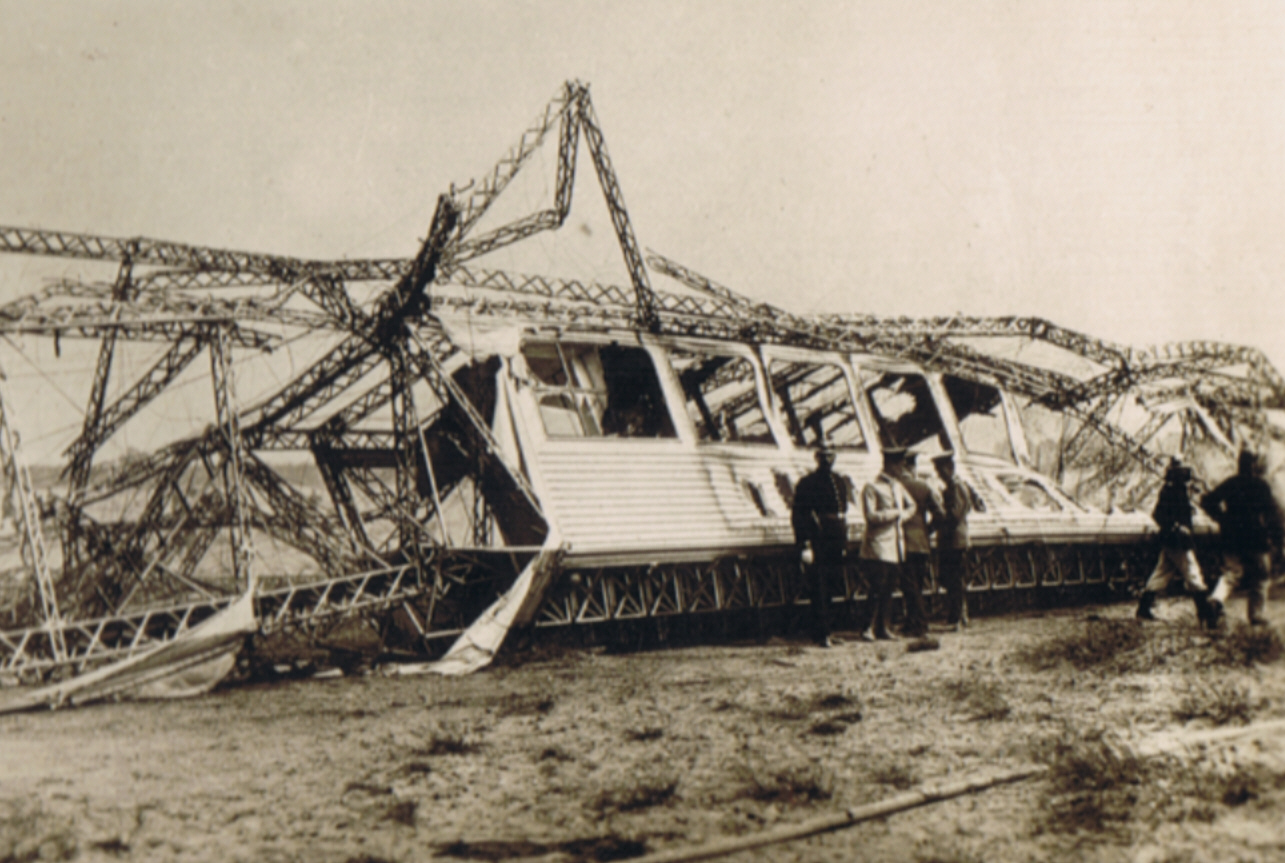
Wrack des ausgebrannten Zeppelins LZ 10 „Schwaben“ (1912)
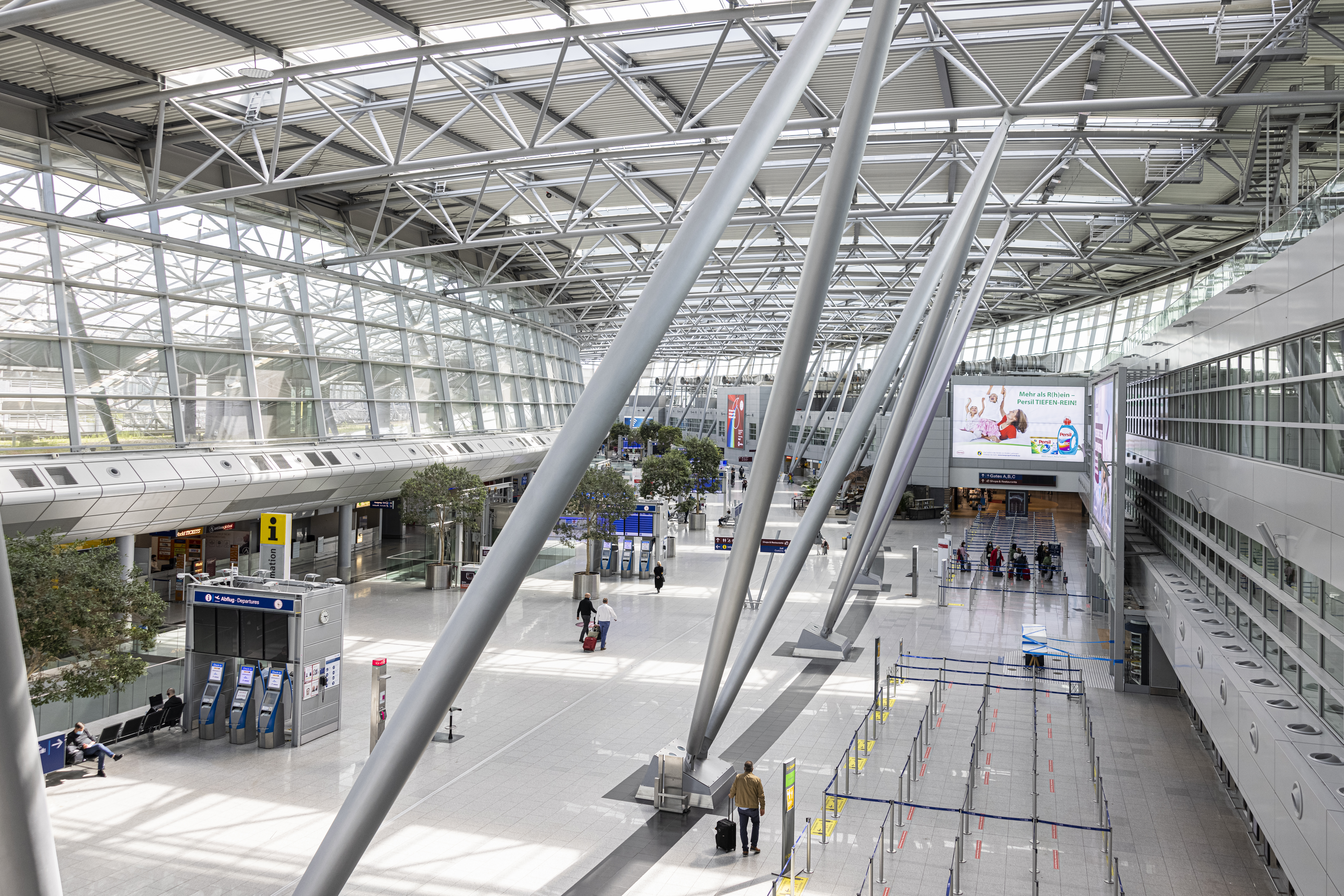
Abflugebene innerhalb des Flughafens

### Erste Jahre
Der erste Flughafen wurde auf dem Gelände der Golzheimer Heide im Ortsteil Stockum gebaut. Die Heide lag auf Sandanwehungen aus der letzten Eiszeit. Das Gebiet war zuvor als Übungsgelände für Ulanen und Husaren aus Derendorf und Golzheim genutzt worden. Am späteren Ort der LTU-Wartungshalle stand ein Kartäuser-Kloster. Die Luftschiffbegeisterung des Oberbürgermeisters Wilhelm Marx führte 1909 zum Bau der ersten städtischen Luftschiffhalle südlich des heutigen Flughafengewerbeparks. Diese Halle wurde von der ersten Fluggesellschaft der Welt, der Deutschen Luftschiffahrts-Aktiengesellschaft (DELAG), an der auch die Stadt Düsseldorf beteiligt war, genutzt. Hier konstruierte Albert Paul Veeh ab 1911 das Luftschiff Veeh 1. Am 22. Juni 1911 besuchte Graf Zeppelin die Anlagen, nachdem das ab dem 11. April 1911 hier stationierte LZ 8 „Deutschland“ unter dem Kommando von Hugo Eckener am 16. Mai 1911 bei der Ausfahrt aus der Luftschiffhalle von einer Windböe gegen dieselbe gedrückt und dabei zerstört worden war. Am 28. Juni 1912 verunglückte das LZ 10 „Schwaben“ der DELAG auf dem Flugfeld. 1913 erfolgte der Bau der ersten militärischen Luftschiffhalle südlich von Zeppenheim, also im nordwestlichen Gebiet des heutigen Flughafengeländes. Nach Ausbruch des Ersten Weltkrieges erfolgte durch Lieutenant Reginald Marix (1889–1966), der ein Flugzeug vom Typ Sopwith Tabloid steuerte, am 8. Oktober 1914 ein Angriff des Royal Flying Corps auf diese Halle, das erste Luftkriegsereignis im Rheinland, bei dem das in der Halle befindliche LZ 25 (Z IX), das ab August 1914 zu Aufklärungs- und Bombenangriffseinsätzen über Nordfrankreich und Belgien eingesetzt gewesen war, zerstört wurde. Nach dem Weltkrieg waren französische Truppen in der Golzheimer Heide stationiert. Nach deren Abzug 1925 setzte Düsseldorf dort seinen Flughafen durch, gegen die preußische Regierung in Berlin, die Essen und Köln bevorzugte. Am 5. Oktober 1925 startete das erste Verkehrsflugzeug im Linienverkehr, damals mit Platz für vier Passagiere, auf dem Flugfeld Golzheimer Heide.
Der Flughafen Düsseldorf wurde offiziell am 19. April 1927 durch den damaligen Oberbürgermeister Robert Lehr eröffnet, eine Einweihungsfeier folgte am 15. Mai 1927. Am 5. Oktober 1927 starteten vom Flugfeld Golzheimer Heide aus die ersten Propeller-Maschinen der Luftverkehrsgesellschaft Ruhrgebiet in Richtung Berlin, München und Malmö. Die behördliche Abnahme des Flughafens erfolgte am 31. Oktober 1927. Der Flughafen diente bald auch als Testgelände für Raketenflugzeuge des Flugzeugkonstrukteurs Gottlob Espenlaub. 1933 wurden Lagerräume und Werkstätten für die Lufthansa errichtet. Ein befestigtes Hallenvorfeld erweiterte das Abfertigungszentrum um 2200 Quadratmeter. 1936 errichtete die deutsche Luftwaffe auf dem Flughafengelände einen Fliegerhorst. Am 3. September 1939 wurde der zivile Luftverkehr eingestellt, und die Luftwaffe übernahm den gesamten Flughafen, um dem Jagdgeschwader 132 bzw. 26 Schlageter unter dem Kommando von Eduard von Schleich dort maximale Entfaltungsmöglichkeiten zu verschaffen. Ab 1943 war der Flughafen Ziel von Fliegerangriffen der Alliierten. Am 23. Dezember 1944 wurden durch die Angriffe alle Hallen des Flughafens zerstört.
Die folgende Tabelle zeigt eine Auflistung ausgesuchter fliegender aktiver Einheiten (ohne Schul- und Ergänzungsverbände) der Luftwaffe die hier zwischen 1936 und 1945 stationiert waren.
| Von           | Bis            | Einheit                                                                   | Ausrüstung                      |
| ------------- | -------------- | ------------------------------------------------------------------------- | ------------------------------- |
| November 1938 | April 1939     | Stab, II./JG 132 (Stab und II. Gruppe des Jagdgeschwaders 132)            | Messerschmitt Bf 109D/E         |
| Mai 1939      | August 1939    | Stab, II./JG 26                                                           | Messerschmitt Bf 109E           |
| Oktober 1939  | Juni 1940      | Stab, II., III./KG 77 (Stab, II. und III. Gruppe des Kampfgeschwaders 77) | Dornier Do 17Z                  |
| Dezember 1939 | Dezember 1939  | I./ZG 2 (I. Gruppe des Zerstörergeschwaders 2)                            | Messerschmitt Bf 109D           |
| Dezember 1939 | Januar 1940    | I./ZG 52                                                                  | Messerschmitt Bf 109D           |
| Februar 1940  | Mai 1940       | 7.(F)/LG 2 (7. Fernaufklärerstaffel des Lehrgeschwaders 2)                |                                 |
| Mai 1940      | Juni 1940      | Stab, I., II., III./LG 1                                                  | Heinkel He 111H, Junkers Ju 88A |
| Juli 1940     | September 1940 | II./NJG 1 (II. Gruppe des Nachtjagdgeschwaders 1)                         | Junkers Ju 88C                  |
| Juli 1940     | Dezember 1940  | III./NJG 1                                                                | Messerschmitt Bf 110            |
| Dezember 1942 | Dezember 1942  | II./JG 27                                                                 | Messerschmitt Bf 109F-4 trop    |
| August 1944   | September 1944 | III./NJG 3                                                                | Junkers Ju 88G-1                |
| Dezember 1944 | Januar 1945    | III./JG 77                                                                | Messerschmitt Bf 109K-4         |

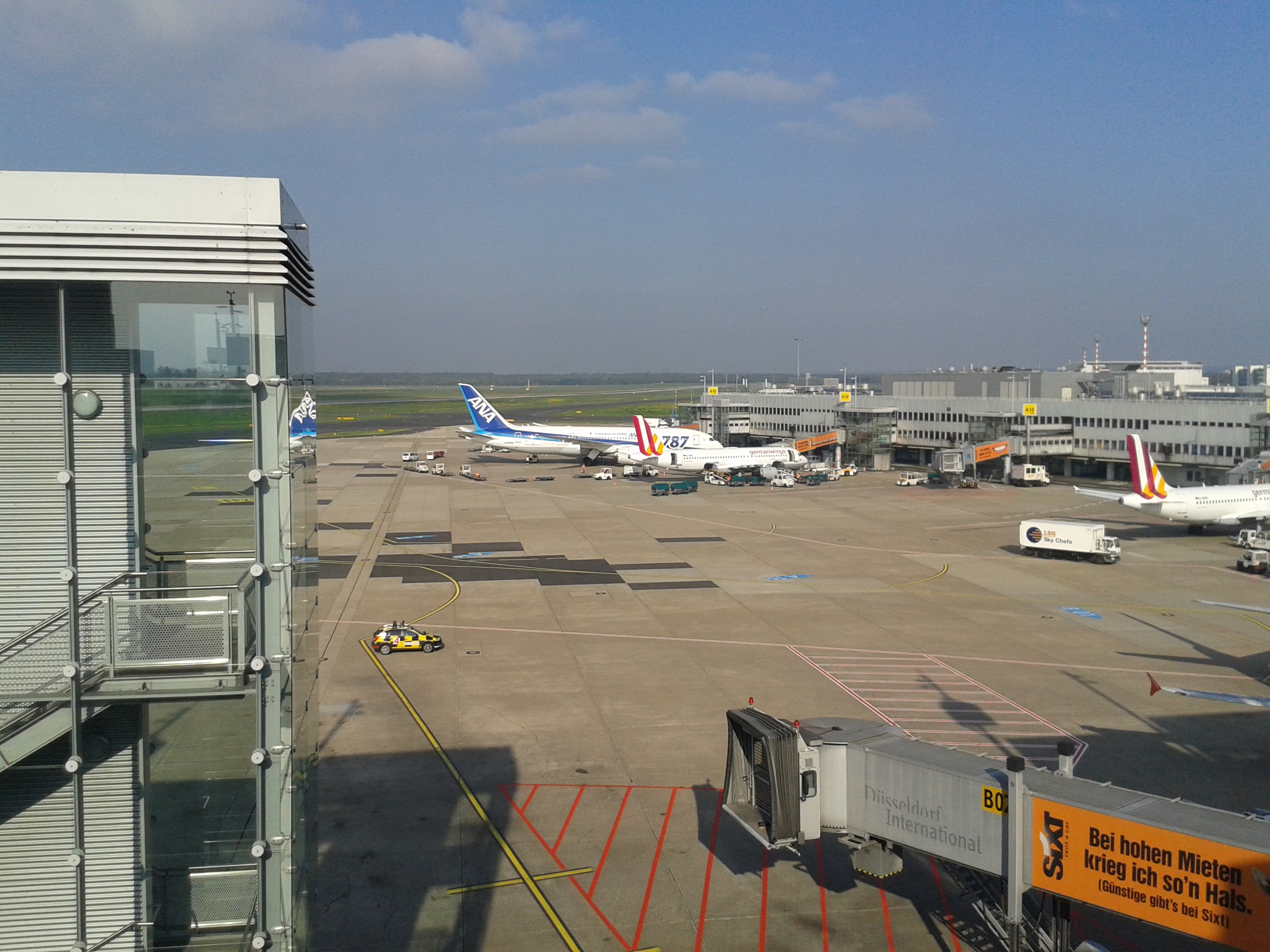
Sicht von der Besucherterrasse (nach Osten) Terminal A

Am 18. April 1945 wurden der Flughafen von US-Truppen besetzt und die nicht zerstörten Gebäude als Unterkünfte genutzt.

### Nach dem Zweiten Weltkrieg

Flughäfen in Nordrhein-Westfalen

Im März 1949 wurde die zivile Luftfahrt nach Reparaturarbeiten an Gebäuden und Startbahnen wieder aufgenommen. Am 1. Dezember 1950 übergaben die britischen Streitkräfte die Verwaltung des Flughafens an die Deutschen zurück. 1952 wurde die Hauptstartbahn auf 2.475 Meter verlängert.
Der bis dahin folgenschwerste Flugunfall ereignete sich am 3. November 1957, als eine Douglas DC-4 der Fluggesellschaft Karl Herfurtner Düsseldorf kurz nach dem Start in ein Kleingartengelände in Düsseldorf-Derendorf abstürzte. Sieben von zehn Insassen und eine Person am Boden starben.
1969 wurde mit den Bauarbeiten für die neue Abfertigungsanlage begonnen, die Hauptstartbahn wurde auf 3.000 Meter verlängert. Das Terminal II (heute: Terminal B) wurde 1973 seiner Bestimmung übergeben. Im Oktober 1975 wurde eine S-Bahn-Strecke (S 7) von Düsseldorf Hauptbahnhof zum Flughafen („Düsseldorf Flughafen Terminal“) eröffnet (heute als S 11 über Köln bis Bergisch Gladbach). Im Jahr 1988 erlebte der Flughafen Düsseldorf einen regen Zuwachs an Passagieren, was aufgrund einer einzigen Start- und Landebahn zu Kapazitätsproblemen führte.

### Angerlandvergleich
1965 wurde zwischen dem Land Nordrhein-Westfalen und den umliegenden Kommunen vor dem Oberverwaltungsgericht für das Land Nordrhein-Westfalen der sogenannte Angerlandvergleich geschlossen. Er ist bis heute gültig und legte unter anderem die Kapazität des Flughafens (Einbahnkapazität, Endausbaukapazität) und das geltende Nachtstartverbot fest.
Am 24. Juni 1986 verkündete das Verwaltungsgericht Düsseldorf das erstinstanzliche Urteil gegen den Planfeststellungsbeschluss zum Bau und Betrieb einer parallelen Start- und Landebahn. Dieses Urteil führte zu der Billigung einer reinen Ersatzbahn, die nur in Spitzenzeiten zu einer schnelleren Abfertigung des Luftverkehrs genutzt werden darf.
Der Flughafen Düsseldorf behauptete 1998, dass der Vergleich allmählich ungültig geworden wäre und erklärte einseitig am 31. August 1998 die Kündigung. Daraufhin reichte die Stadt Ratingen Klage ein.
Am 6. September 2002 entschied der 20. Senat des Oberverwaltungsgerichts für das Land Nordrhein-Westfalen in zwei Urteilen vom 5. September 2002, dass der Angerlandvergleich über den Ausbau und Betrieb des Flughafens Düsseldorf weiterhin rechtsgültig ist. Bei veränderten Verhältnissen könne eine gerichtliche Anpassung im Einzelfall zulässig sein.
Nach diesen juristischen Auseinandersetzungen durfte der Flughafen begrenzt expandieren, vor allem der Interkontinental- und Tourismusbetrieb, nachdem etwa die Lufthansa und Air Berlin ihre Angebote ausgebaut haben.

### Brandkatastrophe 1996

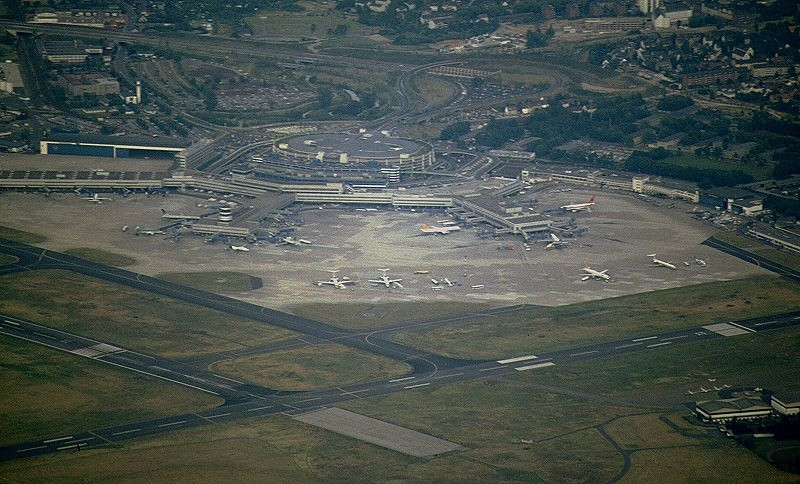
Flughafen Düsseldorf International, Aufnahme von 1993

Am 11. April 1996 kam es zu einem schweren Brandunglück im Terminal A, bei dem 17 Menschen starben und 88 weitere verletzt wurden. Während Schweißarbeiten an einer Dehnungsfuge der Fahrbahn oberhalb des Blumenladens der Ankunftsebene wurde unter Missachtung von Sicherheitsvorschriften durch Schweißperlen die Zwischendecke in Brand gesetzt. Diese enthielt vorschriftswidrig installierte Dämmungsplatten aus Polystyrol, die unter sehr starker, pechschwarzer Rauchentwicklung durchzündeten. Alle Todesopfer der Katastrophe fanden aufgrund der dichten Rauchentwicklung im Terminalgebäude den Erstickungstod. Die Air-France-Lounge in der Galerieebene wurde zur Todesfalle, und zwei Fahrstühle brachten weitere Menschen direkt auf die Ankunftsebene, die bereits im Vollbrand stand.
Die Terminals A und B wurden durch den Brand sehr schwer beschädigt und mussten aufgrund starker Kontaminierung mit gefährlichen Schadstoffen im Anschluss vollständig kernsaniert (Terminal A) bzw. abgerissen (Terminal B) werden. Das Terminal C hingegen konnte nach Reinigungs- und Renovierungsarbeiten einige Monate nach dem Brand im Jahr 1996 wieder in Betrieb gehen. Mit der Eröffnung des Terminals B im Jahr 2001 fand die Brandsanierung ihren Abschluss.

### Projektairport 2000 plus

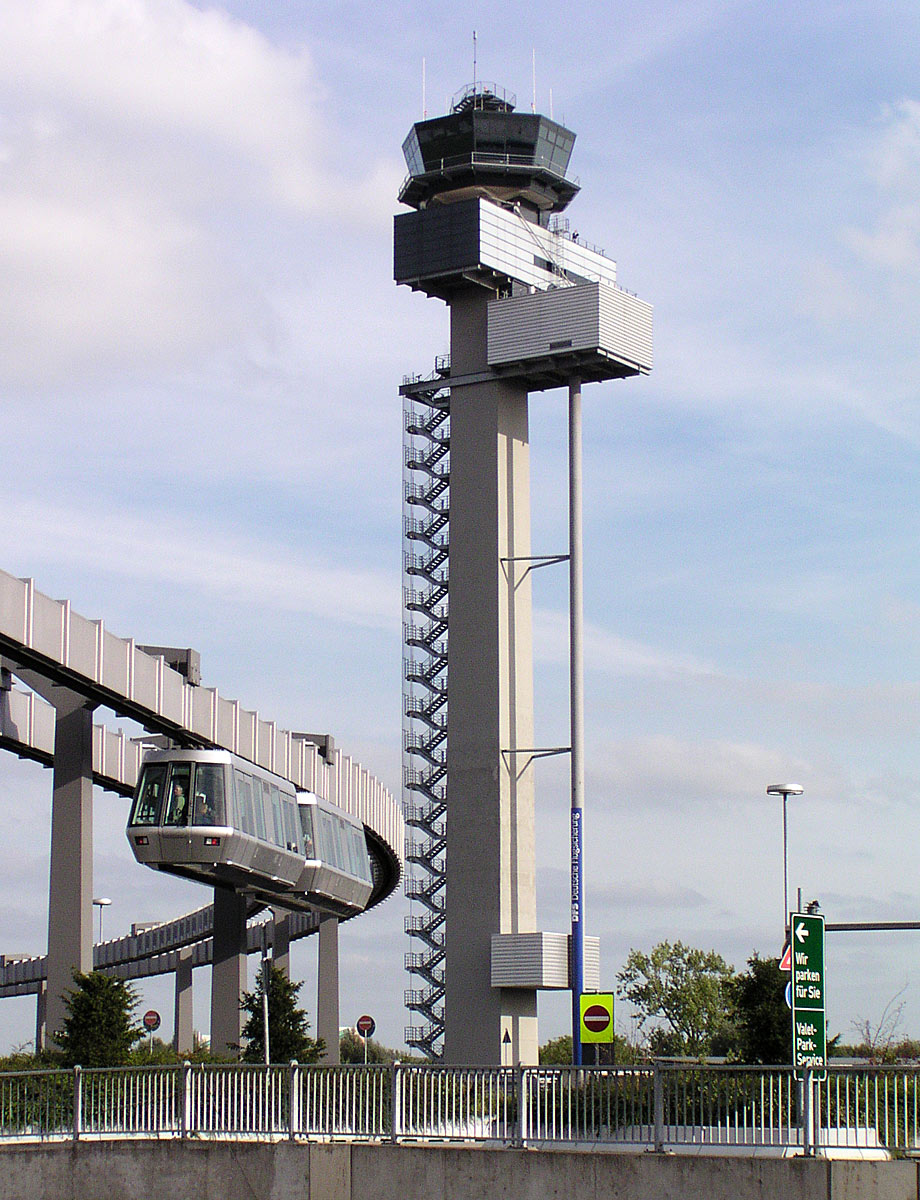
Kontrollturm und Skytrain

Nach dem Flughafenbrand im April 1996 wurde von der Geschäftsleitung ein Umbau des Flughafens beschlossen.
Das Projekt „airport 2000 plus“ umfasste eine Neugestaltung des Flugsteiges A, welche 1997 und 1998 vorgenommen wurde, einen neuen Flugsteig B, der zwischen 1999 und 2001 errichtet wurde, den Anschluss des Flughafens an das Schienennetz der Deutschen Bahn durch die Errichtung der Hängebahn Skytrain 2000 und 2001, den Bau einer neuen Tiefgarage unter dem Zentralgebäude 2001, den Ausbau des Zentralgebäudes Ost 2001/2002 sowie die Erweiterung des Flugsteiges C 2001 bis 2003.
Das bisher größte Investitionsprojekt des Düsseldorfer Flughafens hatte ein Volumen von 378 Millionen Euro und wurde am 7. Mai 2003 offiziell fertiggestellt. Die Brandkatastrophe des Flughafens hatte dabei weitreichende Folgen für Brandschutzverordnungen und Vorschriften für öffentliche Gebäude. Der Neubau des Flughafens Düsseldorf zählt noch heute zu einem der Vorreiter in Sachen Brandschutz auf Flughäfen.
Ein konfessionsneutraler Gedenkraum befindet sich auf der Ebene 3 im öffentlichen Bereich des Terminals und ist täglich fast rund um die Uhr geöffnet. Dort finden sich auch Inschriften im Gedenken an die Opfer der Brandkatastrophe von 1996 und des Absturzes des Germanwings-Fluges 9525 von 2015, dessen Zielflughafen Düsseldorf war.

### Städtebauliches ProjektDüsseldorf Airport City

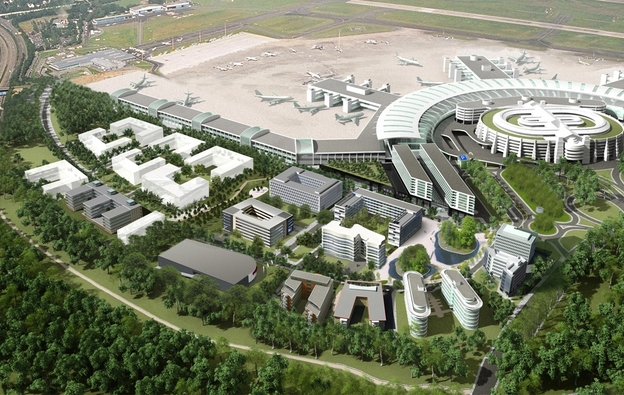
Visualisierung des Gesamtprojekts Düsseldorf Airport City

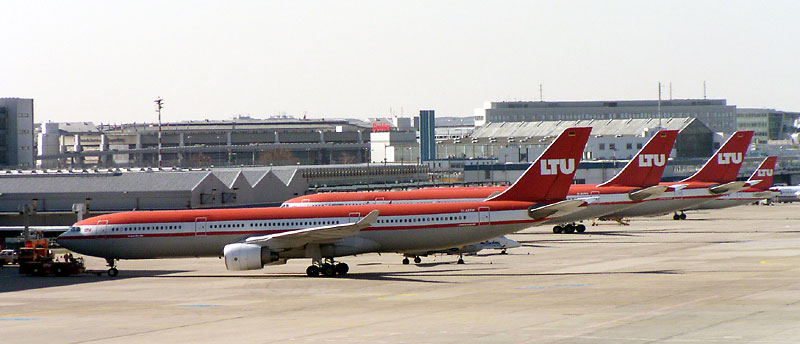
LTU-Maschinen vom Typ A330 in Düsseldorf

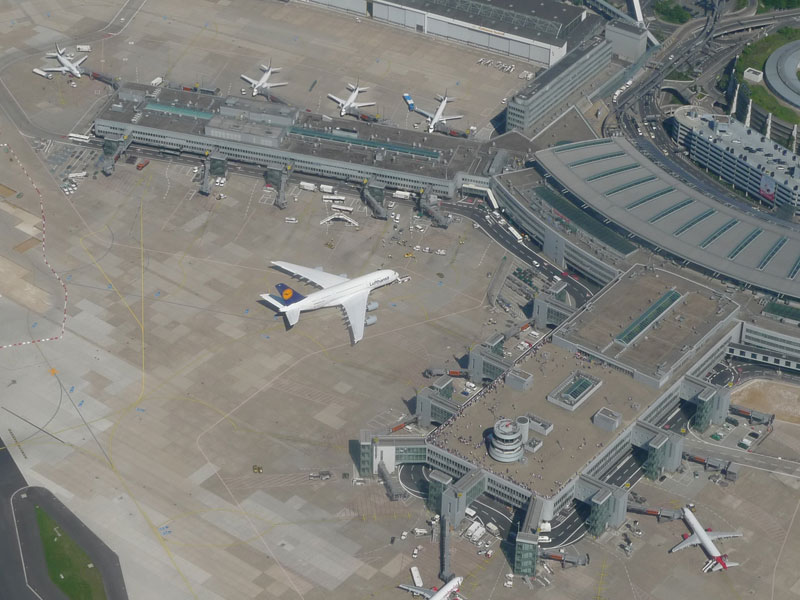
2010 nur zu Besuch: Typ A380 in Düsseldorf

Ab 2003 entstand auf dem ehemaligen Kasernengelände der britischen Caernarvon Barracks (seit 1936 Standort der Luftwaffe, 1939 Bau einer Luftwaffen-Kaserne) südwestlich des Terminals unter dem Titel Düsseldorf Airport City ein flughafenaffiner Büro- und Dienstleistungspark. Das Baurecht hierzu schuf die Stadt Düsseldorf ab dem Jahr 2004. Auf der 23 Hektar großen zum Stadtteil Unterrath gehörenden Fläche befinden sich unter anderem ein Maritim-Kongresshotel und eine Tiefgarage. Daneben bezog der Verein Deutscher Ingenieure dort im August 2008 seine neue Hauptverwaltung.

### Lärmklagen
Am 8. November 2005 erteilte das Verkehrsministerium des Landes Nordrhein-Westfalen dem Flughafen Düsseldorf die sogenannte Anschlussgenehmigung. Dagegen klagten sowohl Privatpersonen wie auch Nachbarkommunen zum Schutz der Gesundheit der eigenen Bürger. Im juristisch relevanten Betrachtungszeitraum der „sechs verkehrsreichsten Monate“ sollten zunächst rund 15 Prozent mehr Starts und Landungen im Linien- und Bedarfsverkehr durchgeführt werden. Insbesondere wurde die Zahl der Landungen nach 22:00 Uhr stark erhöht. Dieser Teil der Genehmigung wurde vom Oberverwaltungsgericht für das Land Nordrhein-Westfalen zunächst ausgesetzt, am Ende jedoch zugelassen unter der Auflage, dass der Flughafen den passiven Lärmschutz für Anwohner verbessern soll.
Am 16. Mai 2007 wies das Oberverwaltungsgericht einen Teil der Klagen gegen das Verkehrsministerium des Landes Nordrhein-Westfalen ab. Die der Entscheidung zugrunde liegende Genehmigung zur Änderung der Betriebsregelung vom 9. November 2005 erlangte mit der Entscheidung des Bundesverwaltungsgerichtes in Leipzig am 11. Juni 2008 Rechtskraft.

### Weiterer Ausbau

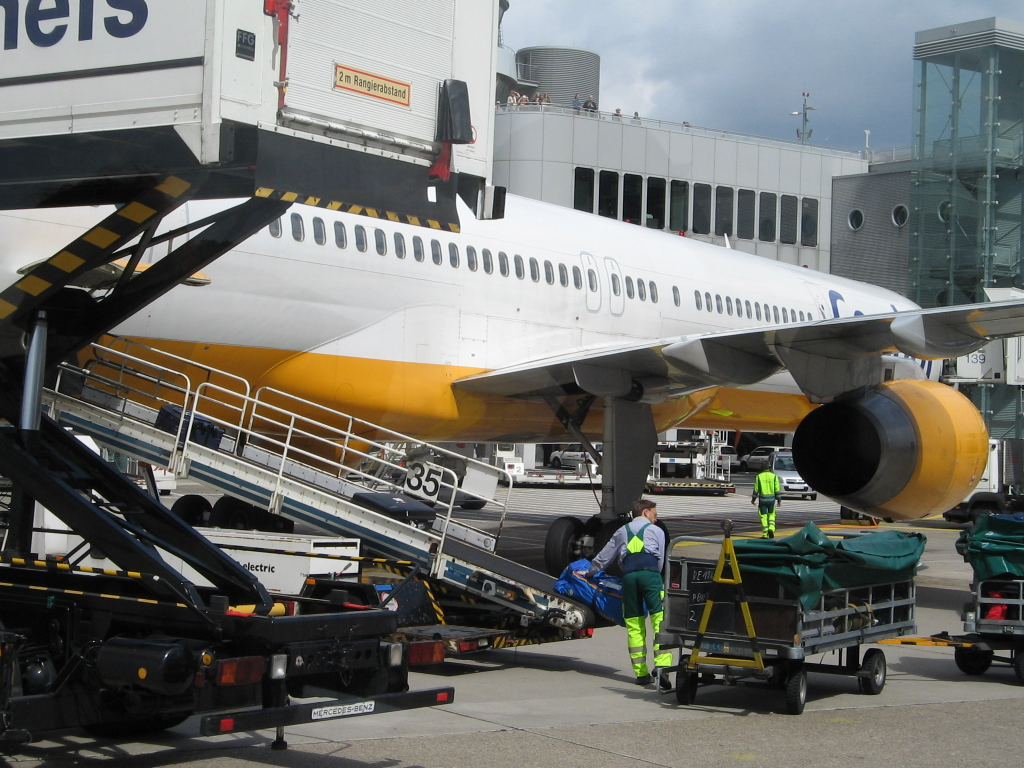
Entladen einer Boeing 757-300 der Condor

Folgende Baumaßnahmen zur Erweiterung der Flughafenkapazitäten wurden bis Ende des Jahres 2009 fertiggestellt:
- Bau eines neuen Hangars, des sogenannten Hangars 7, zur Wartung von Flugzeugen der Air-Berlin-Gruppe (Grundsteinlegung im April 2008, die Einweihung erfolgte am 28. April 2009)
- Erweiterung des Vorfeldes im westlichen Bereich und Bau weiterer Parkpositionen
- Bau eines Transfergangs zwischen den Terminals B und C
- Bau eines Transfergangs zwischen den Terminals A und B
- Bau eines weiteren Parkhauses (Parkhaus 7) neben dem Fernheizwerk mit 3000 zusätzlichen Parkplätzen
- Ausbau der Infrastruktur für Sicherheitskontrollen an den Terminals B und C (ein Ausbau in Terminal A wurde im März 2008 abgeschlossen)
- Einrichtung weiterer Lounges am Terminal C
- Bau eines neuen Mietwagenzentrums zwischen dem Parkhaus 5 und dem Kontrollturm der Deutschen Flugsicherung[18]

Im Januar 2014 gab der Flughafen bekannt, mit der Ausschreibung für die Anpassung des Flughafens an den Airbus A380 zu beginnen. Es wurden drei Fluggastbrücken angeschafft, eine davon mit einer Höhe von zwölf Metern, um eine parallele Abfertigung ausführen zu können. Anfang September wurde mit dem Bau begonnen. Des Weiteren wurden Investitionen in neue Bodenfahrzeuge von den Dienstleistern des Flughafens getätigt. Ende Januar 2015 gab die Fluggesellschaft Emirates schließlich bekannt, den Airbus A380 ab dem 1. Juli desselben Jahres auf dem Nachmittagsflug der beiden täglichen Flüge zwischen Düsseldorf und Dubai einzusetzen. Die Bauarbeiten wurden schließlich am 1. Juni 2015 beendet. Kurz nach der Aufnahme der Verbindung am 1. Juli 2015 gab ein Vorstandsmitglied von Emirates bekannt, auch den zweiten täglichen Flug derselben Strecke von der Boeing 777-300 auf den Airbus A380 umstellen zu wollen. Auch bei einem weiteren Ausbau soll laut Landesregierung Nordrhein-Westfalen nicht am sogenannten Angerlandvergleich gerüttelt werden.

### Planfeststellungsantrag zur Kapazitätserweiterung
Der Aufsichtsrat des Flughafens Düsseldorf beschloss am 18. Juni 2013 einen Antrag auf Planfeststellung mit einer Änderung der Betriebsgenehmigung beim Verkehrsministerium des Landes Nordrhein-Westfalen zu stellen. Demnach sollen beide Start- und Landebahnen ohne die Sperrungsregelung benutzt werden können. In den nachfragestarken Zeiten sollen bis zu 60 Flugbewegungen pro Stunde koordiniert werden dürfen, die volle technische Kapazität der beiden Bahnen. Dazu sollen acht zusätzliche Abstellpositionen (teilweise bereits gebaut) genehmigt werden. Dazu möchte der Flughafen die Nordbahn ohne vorherige Einzelgenehmigung nutzen dürfen. Ein entsprechender Antrag wurde durch den Flughafen am 27. Februar 2015 beim Verkehrsministerium des Landes Nordrhein-Westfalen gestellt. Gegen die Erweiterung erhob sich in den folgenden beiden Jahren zahlreicher Widerstand, unter anderem durch den Bund für Umwelt und Naturschutz Deutschland (BUND). Die Pläne zur Kapazitätserweiterung wurden durch den Flughafen daraufhin überarbeitet. Auch im Jahr 2020 gab es weiterhin Kritik. Der BUND kritisierte in einer Stellungnahme den Flughafenausbau als „verkehrs- und klimaschutzpolitischen Offenbarungseid“. Zudem sei durch die Reisebeschränkungen im Zusammenhang mit der COVID-19-Pandemie kein Bedarf für einen Flughafenausbau vorhanden.
Im Mai 2022 wurde ein neues, durch den Flughafen Düsseldorf in Auftrag gegebenes Gutachten zur Verkehrsentwicklung nach der COVID-19-Pandemie bekannt. Die Stadt Meerbusch, linksrheinische Nachbarstadt Düsseldorfs, kritisierte daraufhin die nicht erfolgte Veröffentlichung dieses Gutachtens und kündigte weiteren Widerstand gegen den Ausbau an.

### Namensänderung
Am 9. April 2013 stellte der Düsseldorfer Flughafen sein neues Logo, bestehend aus dem IATA-Code DUS, sowie die dazugehörige Änderung der Eigenbezeichnung zu Düsseldorf Airport vor. Der Flughafen selbst bezeichnet das neue Design als „frischer, moderner und klarer“. Begründet wird die Änderung als Anpassung an die neue Ausrichtung des Flughafens als Drehkreuz, denn von nun an lege man den Fokus auf den chinesischen, arabischen und US-amerikanischen Fluggast. Durch das Logo solle eine Verbindung mit vielen anderen Flughäfen wie Paris CDG, Los Angeles LAX und New York JFK, welche angeblich nur durch ihren dreistelligen IATA-Code erkannt werden, hergestellt werden.

### Probleme ab 2015
Im April 2015 kündigte der Flughafen eine Senkung der häufig kritisierten Gebühren für die günstigste Parkplatzkategorie, der nicht unmittelbar am Flughafengebäude liegenden und für Urlauber gedachten Langzeitparkplätze, an.
Seit Sommer 2017 traten vermehrt Kapazitätsengpässe bei den Sicherheitskontrollen auf, die auf Personalmangel bei dem von der Bundespolizei beauftragten Sicherheitsunternehmen zurückzuführen und trotz des verstärkten Ausweichens von Reisenden auf andere Flughäfen und Verkehrsmittel mit negativen Auswirkungen für die Wirtschaft im Raum Düsseldorf und den Betrieb an der Messe verbunden seien. Da aufgrund mehrstündiger Wartezeiten vor den Sicherheitskontrollen sowie mehreren Hundert Meter langen Warteschlangen vor diesen Kontrollen zahlreiche Passagiere ihre Flüge verpassten, kam es zeitweilig zu „tumultartigen Szenen“.

### Geschäftsführung
Die Geschäftsführung besteht aus Lars Redeligx (Vorsitzender) und Pradeep Pinakatt. Lars Redeligx ist seit Dezember 2022 Geschäftsführer und wurde zum 1. Januar 2023 Vorsitzender der Geschäftsführung. Pradeep Pinakatt gehört seit November 2022 zur Geschäftsführung und ist seit Januar 2023 kaufmännischer Geschäftsführer und Arbeitsdirektor.

## Lage und Verkehrsanbindung

### Lage
Der Flughafen liegt unmittelbar am nördlichen Siedlungsrand der Landeshauptstadt Düsseldorf im Stadtteil Lohausen und nahe der Stadtgrenzen zu Duisburg (kreisfrei), Ratingen (Kreis Mettmann) und Meerbusch (Rhein-Kreis Neuss).
Die Messe Düsseldorf liegt etwa vier Kilometer südwestlich vom Flughafen.

### Straßenanbindung
Die Bundesautobahn 44 ist Teil des Autobahnrings Düsseldorf. Der Flughafen hat eine eigene Ausfahrt (Nr. 31). Die A 44 führt in Ost-West-Richtung am Flughafen vorbei (Aachen–Düsseldorf), sie bietet Anschlüsse zur A 52 nach Nordosten (Essen) und Westen (Roermond (Niederlande)) sowie zur A 57 (Köln–Nijmegen), zur A 3 (nach Köln und in das Ruhrgebiet) und zur autobahnähnlich ausgebauten B 8, die parallel zur Start- und Landebahn von der Anschlussstelle der A 44 „Stockum“ über Kaiserswerth in die A 59 nach Duisburg übergeht.

### Stadtbahnanschluss
Eine Anbindung des Flughafens an die Stadtbahn Düsseldorf (U-Bahn) mit eigenem U-Bahnhof befindet sich im Bau (Stand: Juni 2022). Die geplante Stadtbahnlinie U 81 soll den Flughafen mit Messe und Innenstadt verbinden. Mittel- bis langfristig sollen auch die linksrheinischen Stadtteile sowie Meerbusch und Krefeld mit dem Flughafen verbunden werden. Hierzu ist in einem zweiten Bauabschnitt die Querung des Rheins (Tunnel oder Brücke) erforderlich. Die Baumaßnahmen zur Anbindung an das bestehende Netz (erster Bauabschnitt) sollen bis zum Jahr 2025 abgeschlossen werden. Danach soll die Linie U 82 Hauptbahnhof und Flughafen verbinden.

### Eisenbahnanbindung

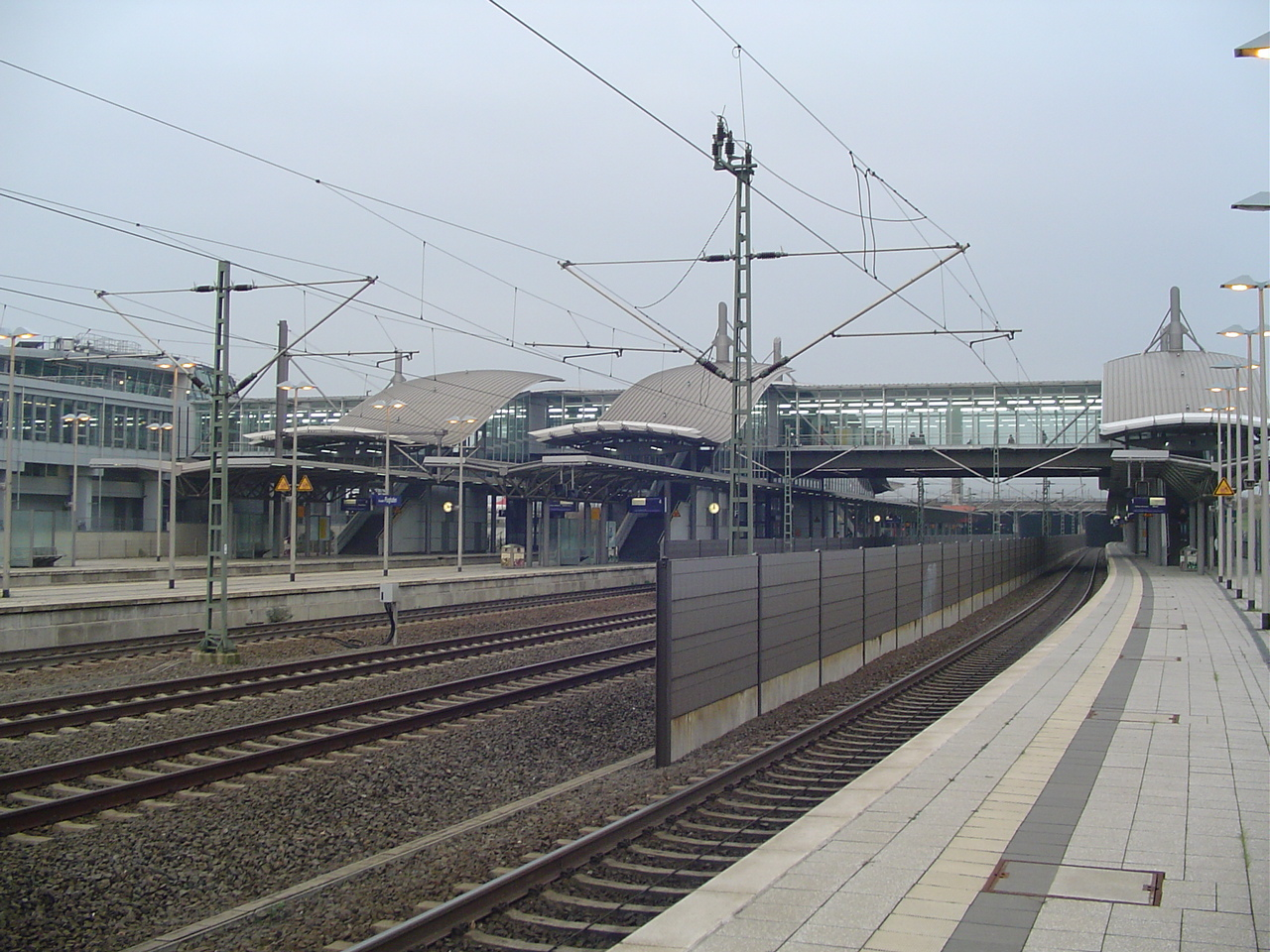
Fernbahnhof Düsseldorf Flughafen

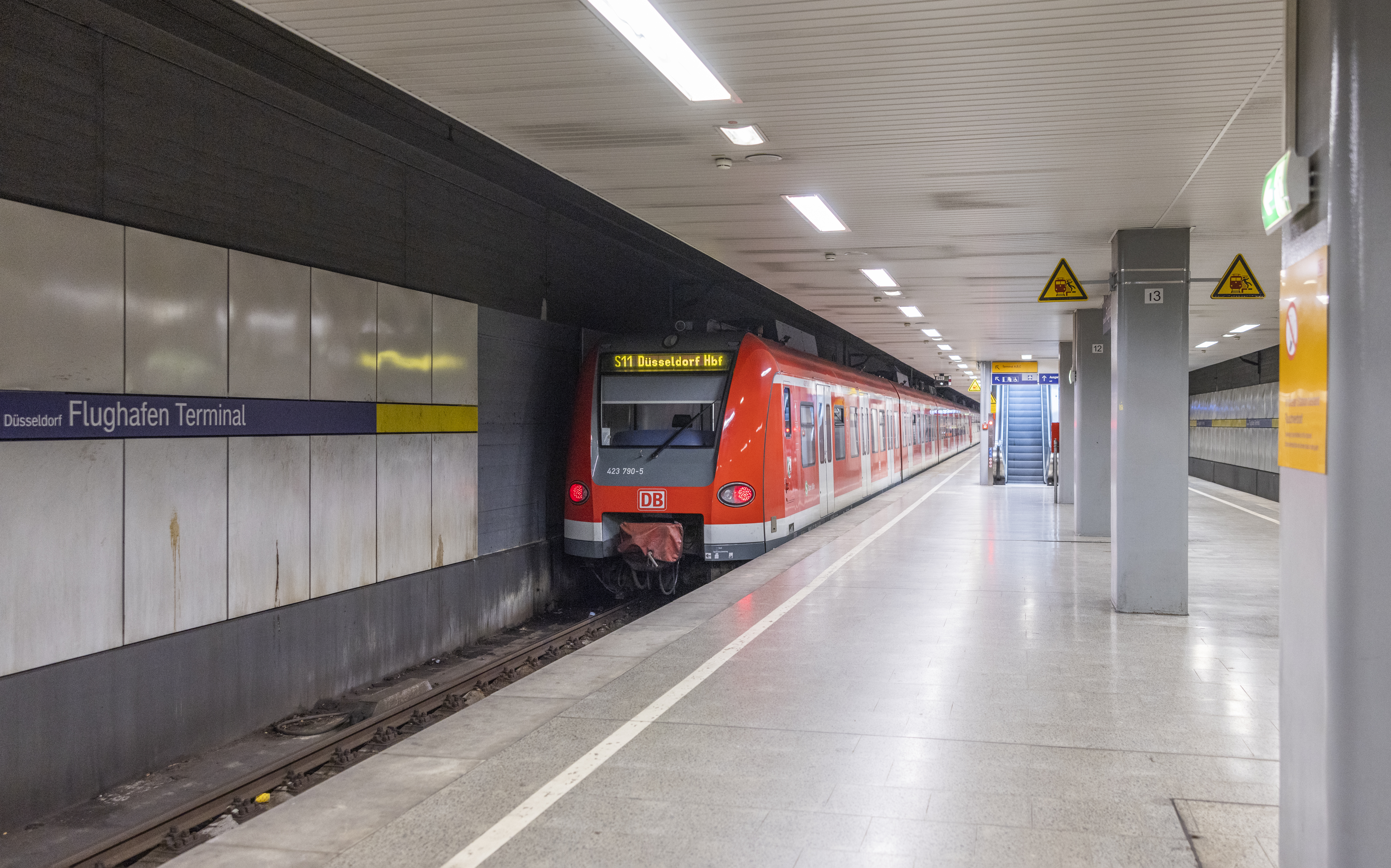
S-Bahnhof Düsseldorf Flughafen Terminal

Im Jahr 2000 wurde der neue Bahnhof Düsseldorf Flughafen eröffnet. Er liegt am nordöstlichen Rand des Flughafengeländes, knapp zweieinhalb Kilometer von den Terminals entfernt an der Bahnstrecke Köln–Duisburg. Täglich halten hier bis zu 300 Züge. Die führerlose Hängebahn SkyTrain verbindet die Terminals und den Fernbahnhof. Es gibt insgesamt nur vier deutsche Hängebahnen (Wuppertal, Dortmund und Düsseldorf in Nordrhein-Westfalen und Dresden in Sachsen).
Direkt unter dem Terminal C gibt es den S-Bahnhof Düsseldorf Flughafen Terminal. Er ist Endstation der S-Bahn-Linie S 11, die nicht am Fernbahnhof Düsseldorf Flughafen hält. Die S 11 fährt tagsüber im 20-Minuten-Takt über Düsseldorf Hauptbahnhof und Köln Hauptbahnhof nach Bergisch Gladbach und verbindet die Terminals A, B und C des Flughafens direkt mit dem Düsseldorfer Hauptbahnhof. Nachts wird der Bahnhof von Aachen mit dem Wupper-Express sowie anderen Regional-Express-Zügen und einzelnen Fahrten anderer S-Bahn-Linien aus Köln, Essen, Hagen, Aachen und Dortmund bedient. Wird die Alternative berücksichtigt – mit dem Skytrain zum Fernbahnhof und schließlich mit der S 1 weiter Richtung Hauptbahnhof – ergibt sich theoretisch eine Anbindung im 10-Minuten-Takt zwischen dem Flughafen und der Düsseldorfer Innenstadt, aufgrund der deutlich längeren Reisezeit scheidet diese Alternative allerdings in der Praxis zumeist aus.
Mit der Vergrößerung des Kerosintanklagers soll zudem ein Gleisanschluss errichtet werden, um den Kerosinantransport zukünftig statt per Lastkraftwagen (LKW) per Schiene abwickeln zu können. Mit Stand von Anfang 2013 verbrauchte der Flughafen jährlich ca. 750.000 Kubikmeter Kerosin, wodurch etwa 100 LKW-Fahrten pro Tag entstanden. Bis 2032 soll der Verbrauch u. a. durch den verstärkten Einsatz größerer Flugzeuge auf 1,2 Millionen Kubikmeter jährlich anwachsen.

## Flughafenanlage

### Start- und Landebahnen

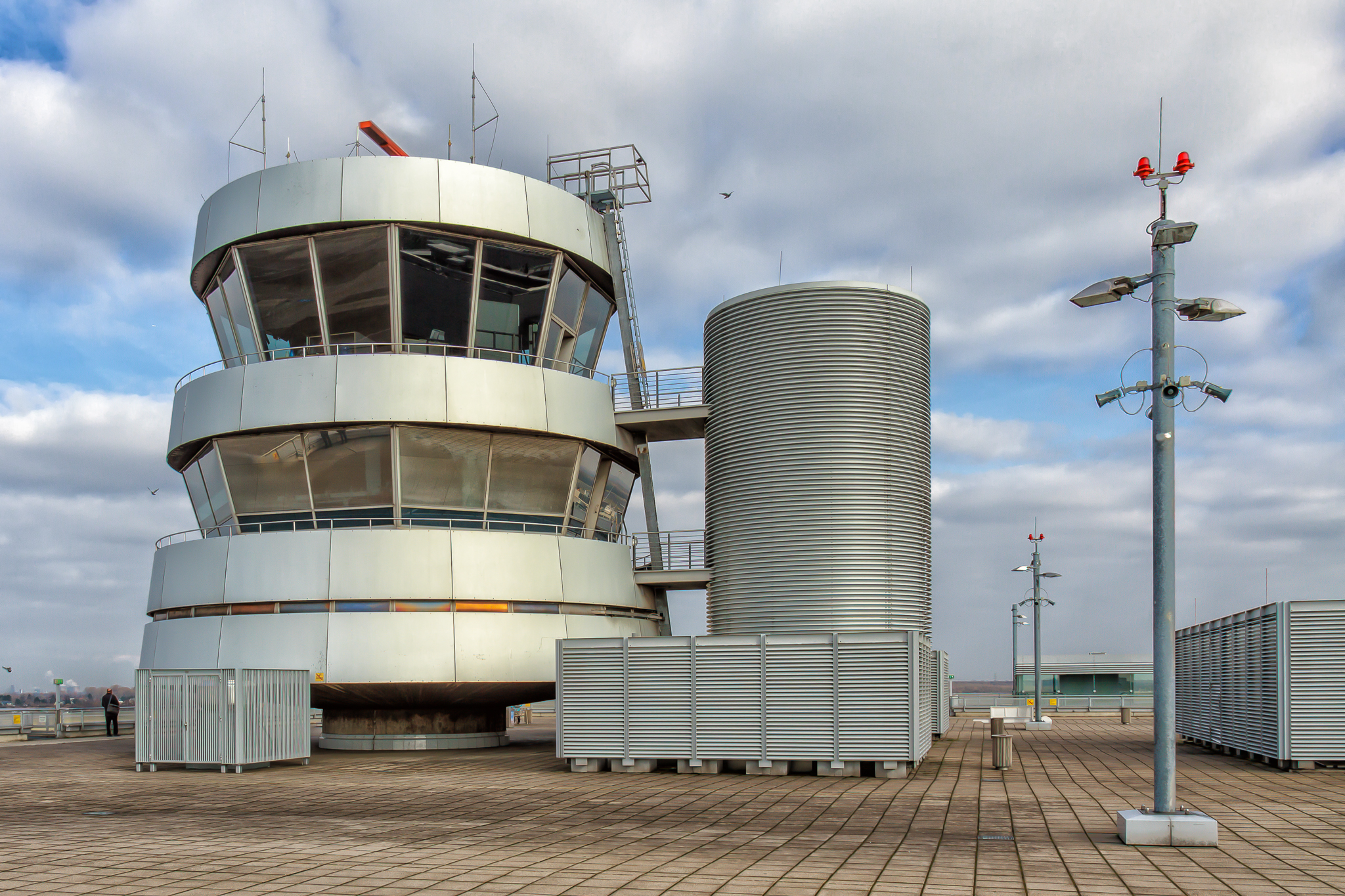
Ehemaliger Kontrollturm (Tower) des Flughafens Düsseldorf

Der Flughafen besitzt zwei parallele Start- und Landebahnen. Die südliche gelegene Hauptbahn hat eine Länge von 3000 Metern, die nördlich gelegene Ersatzbahn ist 2700 Meter lang. Beide Bahnen sind 45 Meter breit und haben einen Abstand von 500 Metern. Wegen der geringen Entfernung der Bahnen ist eine gleichzeitige Nutzung aus betrieblicher Sicht nicht möglich. Die quer dazu verlaufende ehemalige Start-/Landebahn 15/33 („Querwindbahn“) wurde aufgrund der kurzen Länge von 1630 Metern sowie Hindernissen im An-/Abflugweg nur selten genutzt und ist geschlossen. Die betonierten Flächen dieser Bahn dienen heute als Rollweg und Abstellfläche.
Für die Flugzeuge stehen 96 Abstellpositionen zur Verfügung.
Der Düsseldorfer Flughafen kann als Ausweichflughafen für ankommende Großraumflugzeuge A380 des Frankfurter Flughafens und des Flughafens Amsterdam Schiphol genutzt werden. Am 12. November 2006 landete die erste A380 zu Testzwecken in Düsseldorf.
Seit 2015 findet ein planmäßiger Flugbetrieb mit der A380 statt.

### Terminals

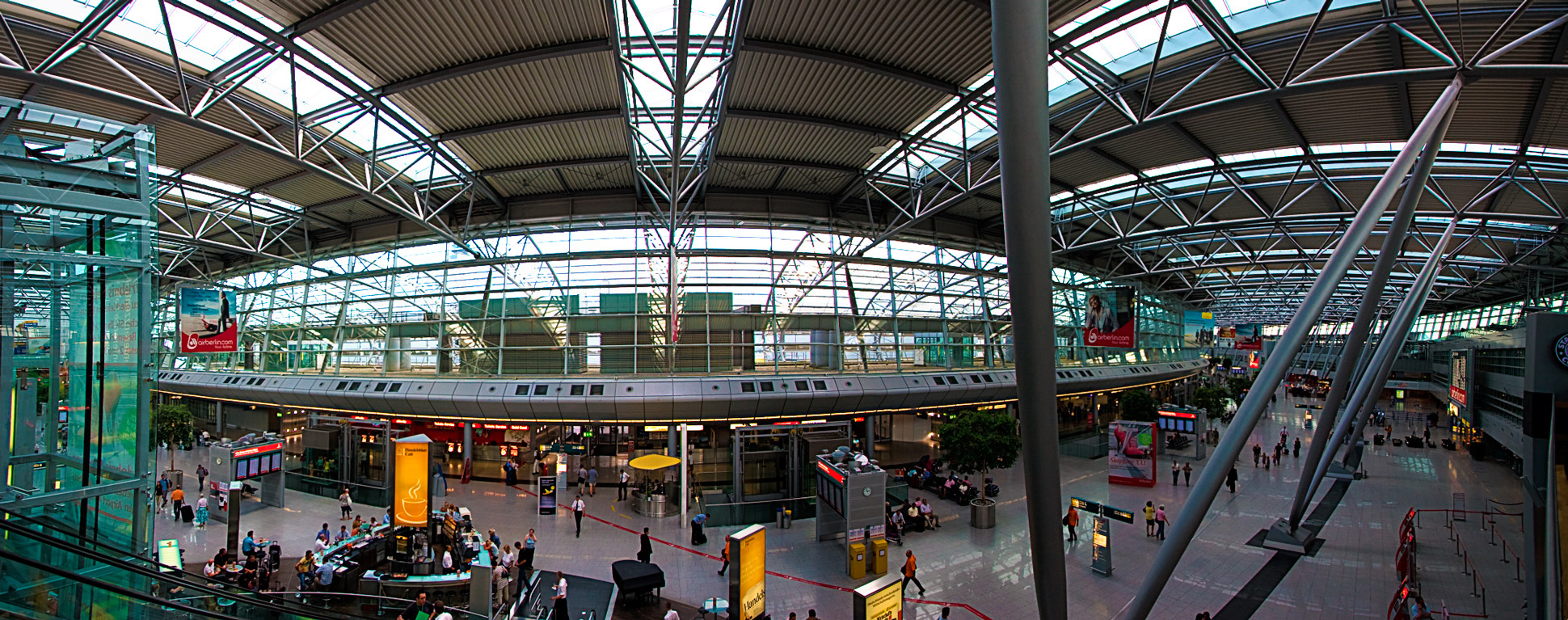
Innenansicht der Check-in-Halle

Terminal A dient als Basis für Lufthansa und Eurowings sowie weitere Mitglieder der Star Alliance (Austrian Airlines, Croatia Airlines, LOT Polish Airlines, SAS Scandinavian Airlines, TAP Portugal und Swiss).
Terminal B wird für innerdeutsche und europäische Verbindungen von Mitgliedern der Allianzen Oneworld und SkyTeam genutzt, darunter British Airways, KLM, Finnair, Iberia, Air France und Czech Airlines. Weiterhin sind am Terminal B zahlreiche Charterfluggesellschaften wie etwa TUIfly und Condor vertreten, aber auch Airlines der Star Alliance wie Aegean Airlines und Partner wie Air Malta fliegen in Terminal B ab.
Terminal C wird vorwiegend für Flüge außerhalb des Schengen-Raums von Fluggesellschaften genutzt, die nicht der Star Alliance angehören. Es werden dort unter anderem Flüge von Delta Air Lines und Emirates abgefertigt. Mit Turkish Airlines nutzt auch ein Star-Alliance-Mitglied dieses Terminal. Im Terminal C gibt es seit 2013 einen Gebetsraum für Muslime. Es besteht ein direkter Zugang zum Maritim-Hotel.

### EinkaufszentrumAirport-Arkaden
Im Hauptgebäude befindet sich das Einkaufszentrum Airport-Arkaden. Die Geschäfte bieten unter anderem Kleidung, Lebensmittel und Reisebedarf an und sind an 365 Tagen im Jahr geöffnet. Einige Bars, Restaurants und Cafés ermöglichen einen Blick auf das Vorfeld. Auf der öffentlich zugänglichen Ankunftsebene des Flugsteigs C gibt es einen Supermarkt.

### Medizinische Versorgung
Verletzte oder kranke Flugpassagiere werden ins „Florence-Nightingale-Krankenhaus“ nach Düsseldorf-Kaiserswerth transportiert, welches wegen seiner geringen Entfernung als erste Anlaufstelle dient. In den Arkaden des Flughafens befinden sich eine Zahnarztpraxis sowie eine Apotheke, eine weitere wurde 2009 im Sicherheitsbereich des Flugsteigs C eröffnet. Ein eigenes Flughafen-Krankenhaus gibt es in Düsseldorf nicht, auch wenn ein solches Krankenhaus bereits Gegenstand der auf dem Flughafengelände gedrehten Fernsehserie Abenteuer Airport war.

## Betreiber

### Eigentumsverhältnisse
Die Betreibergesellschaft Flughafen Düsseldorf GmbH hat ein Stammkapital von 25.564.594,06 Euro (früher 50 Millionen Deutsche Mark). Die Gesellschafter sind (Stand: 2023):
- 50 % Landeshauptstadt Düsseldorf
- 50 % Airport Partners GmbH
  - 60 % AviAlliance GmbH
  - 40 % Aer Rianta plc (eine mittelbar über die Muttergesellschaft Dublin Airport Authority plc zu 100 % in irischem Staatseigentum stehende Gesellschaft)

### Tochtergesellschaften und Beteiligungen
- Flughafen Düsseldorf Cargo GmbH
- Flughafen Düsseldorf Ground Handling GmbH
- Flughafen Düsseldorf Energie GmbH
- Flughafen Düsseldorf Immobilien GmbH
- Flughafen Düsseldorf Security GmbH[40]

Beteiligungen:
- Flughafengesellschaft Mönchengladbach GmbH (20 % Kapitalanteil)
- Japon Grundstücksverwaltungsgesellschaft GmbH & Co. Vermietungs KG (49 % Kapitalanteil)
- LAROBA GmbH & Co. KG (99,9 % Kapitalanteil)
- SITA Airport IT GmbH (30 % Kapitalanteil)[40]

## Flugverkehr

### Fluggesellschaften und Ziele
Der Flughafen Düsseldorf dient der Fluggesellschaft Eurowings als Basis. Im Jahr 2021 hatte Eurowings den mit Abstand größten Marktanteil bei den Passagieren, gefolgt von Condor Flugdienst und Sunexpress. Derzeit wird der Flughafen von insgesamt 74 Fluggesellschaften genutzt.
Es werden 174 Ziele angeflogen, welche sich größtenteils in Europa befinden. Weitere Ziele befinden sich in Afrika, Nordamerika sowie im Nahen Osten.
Vor der Corona-Pandemie wurden zudem Ziele in Nordamerika und Asien angeflogen, wobei u. a. Atlanta (von Delta Air Lines), Tokio-Narita (von ANA) und Chicago-O’Hare (von United) angeflogen. Zudem diente der Flughafen Düsseldorf vor der Insolvenz der Air Berlin als Drehkreuz mit mehreren Kurz-/Mittel- und Langstreckenflügen.

### Flugverkehrszahlen
Der Flughafen Düsseldorf nimmt nach Passagierzahl und Zahl der Flugbewegungen den vierten Platz hinter den Flughäfen Frankfurt, München und Berlin ein. Im Bereich Luftfracht rangiert Düsseldorf auf dem neunten Platz (Stand 2023).
| Jahr | Fluggäste in Mio. | Luftfracht (t) | Flugzeugbewegungen |
| ---- | ----------------- | -------------- | ------------------ |
| 1991 | 11,31             | 045.108        | 153.068            |
| 1992 | 12,27             | 049.329        | 162.156            |
| 1993 | 13,05             | 47.466         | 166.601            |
| 1994 | 14,00             | 101.575        | 175.528            |
| 1995 | 15,15             | 111.908        | 184.021            |
| 1996 | 14,42             | 109.048        | 177.881            |
| 1997 | 15,53             | 112.648        | 183.979            |
| 1998 | 15,75             | 101.236        | 187.712            |
| 1999 | 15,93             | 061.264        | 194.065            |
| 2000 | 16,03             | 059.361        | 194.016            |
| 2001 | 15,40             | 051.441        | 193.514            |
| 2002 | 14,75             | 046.085        | 190.300            |
| 2003 | 14,30             | 048.419        | 186.159            |
| 2004 | 15,26             | 86.267         | 200.584            |
| 2005 | 15,51             | 088.058        | 200.619            |
| 2006 | 16,59             | 097.000        | 215.481            |
| 2007 | 17,83             | 089.281        | 227.899            |
| 2008 | 18,15             | 090.100        | 228.531            |
| 2009 | 17,79             | 076.916        | 214.024            |
| 2010 | 18,98             | 100.398        | 215.544            |
| 2011 | 20,34             | 097.220        | 221.671            |
| 2012 | 20,83             | 101.588        | 217.219            |
| 2013 | 21,23             | 115.024        | 210.828            |
| 2014 | 21,85             | 114.180        | 210.732            |
| 2015 | 22,46             | 090.867        | 205.049            |
| 2016 | 23,51             | 093.580        | 211.666            |
| 2017 | 24,62             | 102.107        | 214.714            |
| 2018 | 24,28             | 74.524         | 218.818            |
| 2019 | 25,27             | 115.476        | 225.876            |
| 2020 | 06,58             | 033.500        | 078.805            |
| 2021 | 07,90             | 041.730        | 082.186            |
| 2022 | 16,07             | 023.707        | 140.598            |
| 2023 | 19,12             | 029.567        | 151.577            |

Der bis dahin passagierstärkste Tag in der Geschichte des Flughafens war der 14. Oktober 2018, an dem 92.834 Fluggäste gezählt wurden.
Im November 2023 gab die Geschäftsführung des Flughafens Düsseldorf in einem Interview bekannt, dass das Ziel, 20 Millionen Fluggäste im Jahr 2023 abzufertigen, knapp verfehlt werde.

### Verkehrsreichste Flugstrecken

#### Insgesamt
| Rang                                                                        | Ziel                   | Passagiere 2021 | Veränderung | Passagiere 2020 | Starts 2021 | Veränderung | Starts 2020 |
| --------------------------------------------------------------------------- | ---------------------- | --------------- | ----------- | --------------- | ----------- | ----------- | ----------- |
| 1                                                                           | Palma de Mallorca      | 346.072         | ▲149,72 %   | 138.584         | 2.462       | ▲90,70 %    | 1.291       |
| 2                                                                           | Antalya                | 253.800         | ▲183,81 %   | 89.427          | 1.636       | ▲139,18 %   | 684         |
| 3                                                                           | Istanbul-Sabiha Gökçen | 187.121         | ▲76,97 %    | 105.736         | 1.266       | ▲62,93 %    | 777         |
| 4                                                                           | Istanbul               | 136.889         | ▲33,75 %    | 102.349         | 904         | ▲28,59 %    | 703         |
| 5                                                                           | Iraklio                | 130.811         | ▲121,04 %   | 59.180          | 815         | ▲115,04 %   | 379         |
| 6                                                                           | München                | 183.612         | ▼−13,63 %   | 212.570         | 2.353       | ▼−20,77 %   | 2.970       |
| 7                                                                           | Izmir                  | 106.817         | ▲78,84 %    | 59.727          | 801         | ▲65,50 %    | 484         |
| 8                                                                           | Gran Canaria           | 100.357         | ▲48,91 %    | 67.395          | 667         | ▲46,27 %    | 456         |
| 9                                                                           | Wien                   | 92.622          | ▲0,80 %     | 91.885          | 1.219       | ▼−6,73 %    | 1.307       |
| 10                                                                          | Fuerteventura          | 92.353          | ▲72,76 %    | 53.457          | 580         | ▲63,38 %    | 355         |
| 11                                                                          | Pristina               | 83.161          | ▲103,40 %   | 40.885          | 617         | ▲118,02 %   | 283         |
| 12                                                                          | Hurghada               | 75.980          | ▲66,00 %    | 45.770          | 444         | ▲84,23 %    | 241         |
| 13                                                                          | Teneriffa Süd          | 72.731          | ▲40,87 %    | 51.629          | 462         | ▲28,69 %    | 359         |
| 14                                                                          | Zürich                 | 66.134          | ▼−32,53 %   | 98.017          | 926         | ▼−22,18 %   | 1.190       |
| 15                                                                          | Berlin Brandenburg     | 65.007          | ▼−56,20 %   | 148.425         | 973         | ▼−46,57 %   | 1.821       |
| In dieser Statistik sind ausschließlich Starts enthalten (keine Landungen). |                        |                 |             |                 |             |             |             |

#### National
| Rang                                                     | Start/Ziel         | Passagiere 2021 | Veränderung | Passagiere 2020 | Starts 2021 | Veränderung | Starts 2020 |
| -------------------------------------------------------- | ------------------ | --------------- | ----------- | --------------- | ----------- | ----------- | ----------- |
| 1                                                        | München            | 183.612         | ▼−13,63 %   | 212.570         | 2.353       | ▼−20,77 %   | 2.970       |
| 2                                                        | Berlin Brandenburg | 65.007          | ▼−56,20 %   | 148.425         | 973         | ▼−46,57 %   | 1.821       |
| 3                                                        | Frankfurt am Main  | 53.121          | ▲71,97 %    | 30.889          | 675         | ▲58,45 %    | 426         |
| 4                                                        | Hamburg            | 32.076          | ▼−52,70 %   | 67.820          | 708         | ▼−36,33 %   | 1.112       |
| 5                                                        | Dresden            | 11.968          | ▼−52,31 %   | 25.094          | 235         | ▼−42,82 %   | 411         |
| 6                                                        | Leipzig/Halle      | 3.395           | ▼−71,86 %   | 12.065          | 132         | ▼−59,88 %   | 329         |
| 7                                                        | Nürnberg           | 2.455           | ▼−78,78 %   | 11.572          | 186         | ▼−46,86 %   | 350         |
| 8                                                        | Hannover           | 576             | ▼−48,53 %   | 1.119           | 42          | ▼−40,85 %   | 71          |
| 9                                                        | Stuttgart          | 379             | ▼−96,16 %   | 9.877           | 134         | ▼−56,07 %   | 305         |
| 10                                                       | Köln/Bonn          | 164             | ▲100,00 %   | 82              | 55          | ▲171,88 %   | 32          |
| In dieser Statistik sind Starts und Landungen enthalten. |                    |                 |             |                 |             |             |             |

#### Kontinental
| Rang                                                                        | Ziel                   | Passagiere 2021 | Veränderung | Passagiere 2020 | Starts 2021 | Veränderung | Starts 2020 |
| --------------------------------------------------------------------------- | ---------------------- | --------------- | ----------- | --------------- | ----------- | ----------- | ----------- |
| 1                                                                           | Palma de Mallorca      | 346.072         | ▲149,72 %   | 138.584         | 2.462       | ▲90,70 %    | 1.291       |
| 2                                                                           | Antalya                | 253.800         | ▲183,81 %   | 89.427          | 1.636       | ▲139,18 %   | 684         |
| 3                                                                           | Istanbul-Sabiha Gökçen | 187.121         | ▲76,97 %    | 105.736         | 1.266       | ▲62,93 %    | 777         |
| 4                                                                           | Istanbul               | 136.889         | ▲33,75 %    | 102.349         | 904         | ▲28,59 %    | 703         |
| 5                                                                           | Iraklio                | 130.811         | ▲121,04 %   | 59.180          | 815         | ▲115,04 %   | 379         |
| 6                                                                           | Izmir                  | 106.817         | ▲78,84 %    | 59.727          | 801         | ▲65,50 %    | 484         |
| 7                                                                           | Gran Canaria           | 100.357         | ▲48,91 %    | 67.395          | 667         | ▲46,27 %    | 456         |
| 8                                                                           | Wien                   | 92.622          | ▲0,80 %     | 91.885          | 1.219       | ▼−6,73 %    | 1.307       |
| 9                                                                           | Fuerteventura          | 92.353          | ▲72,76 %    | 53.457          | 580         | ▲63,38 %    | 355         |
| 10                                                                          | Pristina               | 83.161          | ▲103,40 %   | 40.885          | 617         | ▲118,02 %   | 283         |
| 11                                                                          | Teneriffa Süd          | 72.731          | ▲40,87 %    | 51.629          | 462         | ▲28,69 %    | 359         |
| 12                                                                          | Zürich                 | 66.134          | ▼−32,53 %   | 98.017          | 926         | ▼−22,18 %   | 1.190       |
| 13                                                                          | Ankara                 | 63.564          | ▲72,75 %    | 36.795          | 502         | ▲67,89 %    | 299         |
| 14                                                                          | Madrid                 | 58.938          | ▲17,93 %    | 49.978          | 536         | ▼−0,01 %    | 539         |
| 15                                                                          | Amsterdam              | 56.571          | ▲27,12 %    | 44.503          | 1.091       | ▲22,86 %    | 888         |
| 16                                                                          | Rhodos                 | 52.094          | ▲52,62 %    | 34.134          | 323         | ▲52,36 %    | 212         |
| 17                                                                          | Barcelona              | 50.939          | ▲41,91 %    | 35.896          | 462         | ▲7,69 %     | 429         |
| 18                                                                          | Thessaloniki           | 50.533          | ▲0,01 %     | 50.222          | 438         | ▲12,31 %    | 390         |
| 19                                                                          | Kayseri                | 48.076          | ▲60,37 %    | 29.978          | 360         | ▲51,89 %    | 237         |
| 20                                                                          | Ibiza                  | 46.897          | ▲237,44 %   | 13.898          | 401         | ▲130,46 %   | 174         |
| In dieser Statistik sind ausschließlich Starts enthalten (keine Landungen). |                        |                 |             |                 |             |             |             |

#### Interkontinental
| Rang                                                                        | Ziel                 | Passagiere 2021 | Veränderung | Passagiere 2020 | Starts 2021 | Veränderung | Starts 2020 |
| --------------------------------------------------------------------------- | -------------------- | --------------- | ----------- | --------------- | ----------- | ----------- | ----------- |
| 1                                                                           | Hurghada             | 75.980          | ▲66,00 %    | 45.770          | 444         | ▲84,23 %    | 241         |
| 2                                                                           | Dubai                | 63.875          | ▲6,62 %     | 59.909          | 327         | ▲57,97 %    | 207         |
| 3                                                                           | Beirut               | 36.998          | ▲472,19 %   | 6.466           | 337         | ▲491,23 %   | 57          |
| 4                                                                           | Moskau-Scheremetjewo | 30.884          | ▲10,18 %    | 28.031          | 253         | ▼−13,06 %   | 291         |
| 5                                                                           | Erbil                | 23.093          | ▲156,85 %   | 8.991           | 194         | ▲173,24 %   | 71          |
| 6                                                                           | Tunis                | 11.880          | ▲45,46 %    | 8.167           | 121         | ▲45,78 %    | 83          |
| 7                                                                           | Marsa Alam           | 11.609          | neue Route  | –               | 80          | neue Route  | –           |
| 8                                                                           | Sankt Petersburg     | 10.936          | ▲59,21 %    | 6.869           | 156         | ▲95,00 %    | 80          |
| 9                                                                           | Sulaimaniyya         | 10.884          | neue Route  | –               | 83          | neue Route  | –           |
| 10                                                                          | Moskau-Domodedowo    | 8.309           | ▼−15,20 %   | 9.798           | 54          | ▼−30,77 %   | 78          |
| 11                                                                          | Nador                | 5.828           | neue Route  | –               | 52          | neue Route  | –           |
| 12                                                                          | Kairo                | 5.763           | neue Route  | –               | 92          | neue Route  | –           |
| –                                                                           | Abu Dhabi            | –               | –           | 16.782          | –           | –           | 109         |
| –                                                                           | Newark               | –               | –           | 11.819          | –           | –           | 63          |
| –                                                                           | Tokio-Narita         | –               | –           | 11.026          | –           | –           | 87          |
| –                                                                           | Atlanta              | –               | –           | 8.565           | –           | –           | 54          |
| In dieser Statistik sind ausschließlich Starts enthalten (keine Landungen). |                      |                 |             |                 |             |             |             |

#### Nach Ländern
| Rang                                                                        | Ziel                         | Passagiere 2021 | Veränderung | Passagiere 2020 | Starts 2021 | Veränderung | Starts 2020 |
| --------------------------------------------------------------------------- | ---------------------------- | --------------- | ----------- | --------------- | ----------- | ----------- | ----------- |
| 1                                                                           | Türkei                       | 961.571         | ▲95,57 %    | 491.678         | 6.675       | ▲79,97 %    | 3.709       |
| 2                                                                           | Spanien                      | 900.643         | ▲75,59 %    | 512.910         | 6.630       | ▲47,93 %    | 4.482       |
| 3                                                                           | Griechenland                 | 433.748         | ▲71,24 %    | 253.295         | 3.077       | ▲69,15 %    | 1.819       |
| 4                                                                           | Deutschland                  | 366.604         | ▼−31,64 %   | 536.298         | 6.191       | ▼−27,42 %   | 8.530       |
| 5                                                                           | Italien                      | 176.683         | ▲30,30 %    | 135.596         | 1.831       | ▲8,22 %     | 1.692       |
| 6                                                                           | Österreich                   | 112.672         | ▼−8,72 %    | 123.441         | 1.652       | ▼−16,86 %   | 1.987       |
| 7                                                                           | Ägypten                      | 94.156          | ▲64,75 %    | 57.152          | 625         | ▲99,04 %    | 314         |
| 8                                                                           | Kosovo                       | 83.161          | ▲103,40 %   | 40.885          | 617         | ▲118,02 %   | 283         |
| 9                                                                           | Vereinigtes Königreich       | 76.732          | ▼−62,67 %   | 205.555         | 1.429       | ▼−53,16 %   | 3.051       |
| 10                                                                          | Portugal                     | 71.531          | ▼−0,10 %    | 79.475          | 720         | ▼−0,04 %    | 749         |
| 11                                                                          | Schweiz                      | 70.030          | ▼−35,41 %   | 108.423         | 1.192       | ▼−25,73 %   | 1.605       |
| 12                                                                          | Vereinigte Arabische Emirate | 63.889          | ▼−16,71 %   | 76.704          | 331         | ▲0,04 %     | 319         |
| 13                                                                          | Frankreich                   | 62.348          | ▼−0,00 %    | 62.489          | 1.201       | ▼−0,04 %    | 1.254       |
| 14                                                                          | Niederlande                  | 56.573          | ▲27,11 %    | 44.506          | 1.114       | ▲22,55 %    | 909         |
| 15                                                                          | Russland                     | 56.482          | ▲26,14 %    | 44.777          | 574         | ▲18,11 %    | 486         |
| 16                                                                          | Kroatien                     | 39.434          | ▲69,84 %    | 23.219          | 334         | ▲30,47 %    | 256         |
| 17                                                                          | Libanon                      | 36.998          | ▲472,19 %   | 6.466           | 337         | ▲491,23 %   | 57          |
| 18                                                                          | Schweden                     | 36.759          | ▼−25,06 %   | 49.052          | 486         | ▼−28,32 %   | 678         |
| 19                                                                          | Dänemark                     | 34.877          | ▼−21,96 %   | 44.692          | 559         | ▼−33,92 %   | 846         |
| 20                                                                          | Irak                         | 33.977          | ▲180,02 %   | 12.125          | 277         | ▲185,57 %   | 97          |
| 21                                                                          | Polen                        | 32.734          | ▼−21,90 %   | 41.913          | 685         | ▼−0,02 %    | 700         |
| 22                                                                          | Bulgarien                    | 24.004          | ▲0,60 %     | 14.979          | 175         | ▲0,25 %     | 140         |
| 23                                                                          | Tunesien                     | 21.278          | ▲40,28 %    | 15.168          | 207         | ▲43,75 %    | 144         |
| 24                                                                          | Finnland                     | 18.421          | ▼−4,98 %    | 19.386          | 317         | ▲20,99 %    | 262         |
| 25                                                                          | Ungarn                       | 17.831          | ▲5,11 %     | 16.964          | 275         | ▲21,15 %    | 227         |
| In dieser Statistik sind ausschließlich Starts enthalten (keine Landungen). |                              |                 |             |                 |             |             |             |

### Lärmbelastung

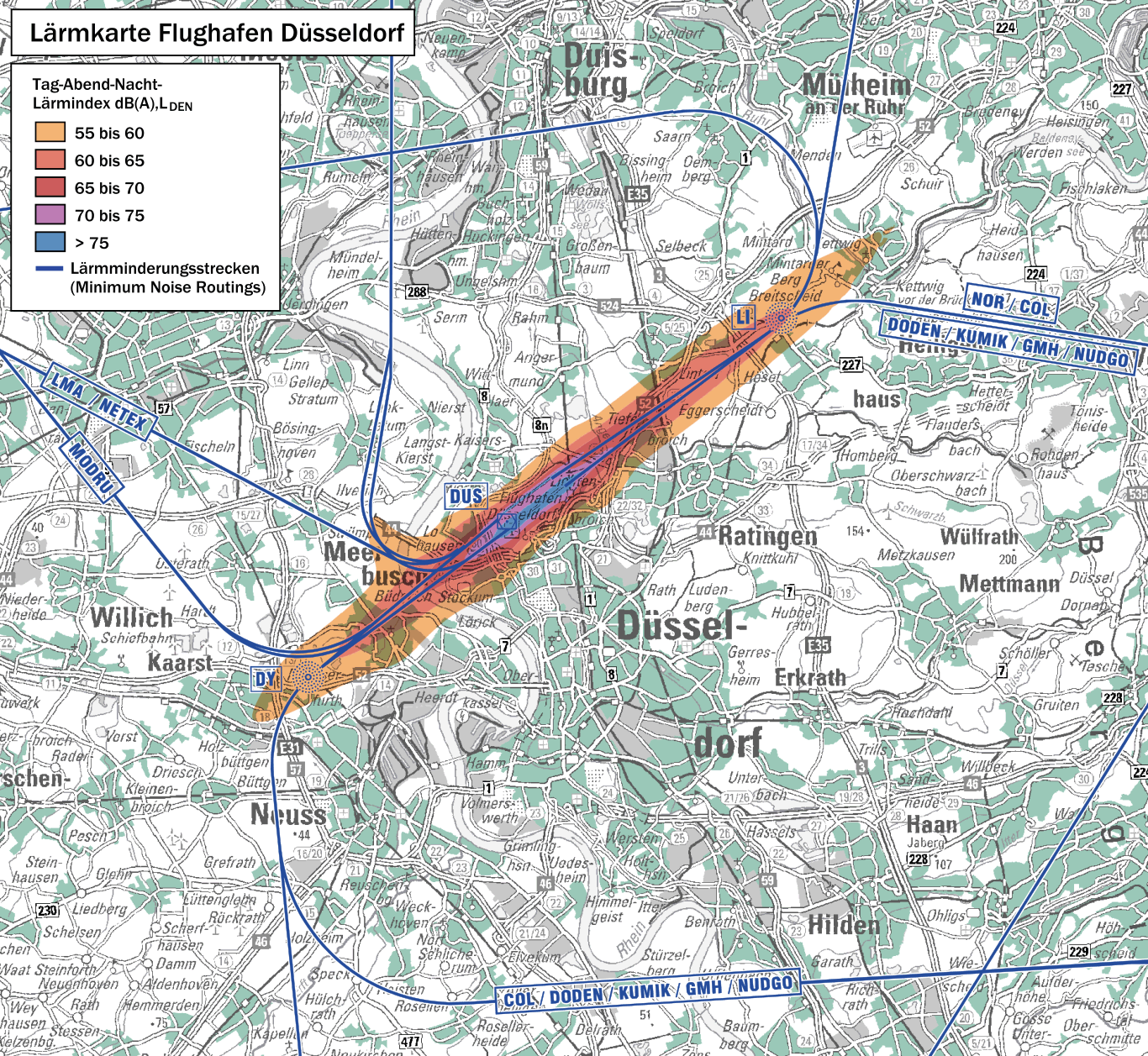
Lärmkarte des Flughafens Düsseldorf mit den Abflugrouten (Lärmminderungsrouten)

#### Zulässige Flugbewegungen
Laut luftrechtlicher Genehmigung des Verkehrsministeriums des Landes Nordrhein-Westfalen sind für den Verkehrsflughafen Düsseldorf aktuell folgende Flugbewegungen zulässig:
- 06:00 bis 22:00 Uhr Ortszeit 43 bzw. 45 Slots (Zeitfenster) pro Stunde.
- 22:00 bis 23:00 Uhr Ortszeit 33 koordinierte Landungen.
- 23:00 bis 06:00 Uhr Ortszeit ausschließlich für Propellerflugzeuge mit Lärmzeugnis gelten keine Beschränkungen.

Planmäßige Starts sind in der Zeit von 22:00 bis 6:00 Uhr Ortszeit unzulässig.
Planmäßige Landungen sind von 23:00 bis 06:00 Uhr Ortszeit unzulässig.
Es wird geplant zu Stoßzeiten 60 bis 70 Flugbewegungen pro Stunde zu machen.

#### Lärmschutzkommission
Eine Lärmschutzkommission, deren Vorsitzender Bürgermeister der Stadt Tönisvorst (Kreis Viersen) ist (Stand: 2017), wurde 2003 eingerichtet. Sie berät die Genehmigungsbehörden. Die Mitglieder der Fluglärmkommission sind unter anderem Vertreter von Städten und Gemeinden, der Deutschen Flugsicherung, der Fluggesellschaften, des Umwelt- und Wirtschaftsministeriums, der Staatskanzlei, der Bundesvereinigung gegen Fluglärm und des Flughafens.

## Zwischenfälle
- Am 8. April 1955 kam es sechs Minuten nach dem Start einer Airspeed Ambassador der British European Airways (Luftfahrzeugkennzeichen G-AMAB) zum Ausfall eines Triebwerks, was die Piloten zur Rückkehr und einer Notlandung auf dem Flughafen veranlasste. Das Durchstarten aufgrund unzureichender Sichtverhältnisse endete in einer Bruchlandung 9 Kilometer außerhalb des Flughafens. Alle 53 Personen an Bord überlebten den Unfall.[54]

- Am 22. Dezember 1955 verunglückte auf einem Positionierungsflug vom Flughafen Ronaldsway (Isle of Man) nach Düsseldorf eine Douglas DC-3 (G-AMZC) der Manx Airlines (Flugbetrieb von 1947 bis 1958). Trotz schlechter Sicht und plötzlich auftretender Nebelschwaden setzten die Piloten den Flug nach Sichtflugbedingungen (VFR) fort. Die Maschine geriet unter den Gleitpfad, kollidierte 5 Kilometer nordöstlich der Pistenschwelle des Flughafens Düsseldorf-Lohausen bei Ratingen mit Bäumen und stürzte ab. Die dreiköpfige Crew kam ums Leben.[55][56]

- Am 3. November 1957 stürzte die Douglas DC-4 D-ALAF der Charterfluggesellschaft Karl Herfurtner Düsseldorf mit 10 Personen an Bord kurz nach dem Start vom Flughafen Düsseldorf aus geringer Höhe in eine Schrebergartenanlage in Düsseldorf-Derendorf. Sieben der zehn Insassen und eine Person am Boden kamen ums Leben. Der Kapitän (Chefpilot der Gesellschaft) hatte eine Angewohnheit, unmittelbar nach dem Abheben beide linke Triebwerke abzustellen, um den anderen Piloten zu testen (siehe Flugzeugabsturz in Düsseldorf).

- Am 4. Februar 1961 geriet eine Vickers Viking 1B der LTU (Luftfahrzeugkennzeichen D-BALI) beim Start zu einem Frachtflug auf dem Flughafen Düsseldorf ins Schleudern und streifte die Hütte des ILS-Senders. Die drei Besatzungsmitglieder überlebten, wobei zwei Piloten leicht verletzt wurden. Am Flugzeug entstand jedoch Totalschaden.[57][58]

- Am 8. Februar 1988 verunglückte eine Fairchild Swearingen Metroliner III (D-CABB) auf dem Nürnberger-Flugdienst-Flug 108 aus Hannover kommend. Die Maschine stürzte im Landeanflug auf Düsseldorf infolge eines Blitzeinschlages ca. zwei Kilometer nördlich von Kettwig ab. Alle 21 Personen an Bord kamen dabei ums Leben.[59][60][61]

- Am 28. Juni 1991 brannte eine Lockheed TriStar 1 der LTU (D-AERI) bei der Reinigung nach Wartungsarbeiten aus. Es gab keine Verletzten, jedoch wurde die Maschine vollständig zerstört.[62]

- Am 11. April 1996 wurden bei der Brandkatastrophe am Düsseldorfer Flughafen 1996 17 Menschen getötet, weitere 88 wurden verletzt. Erst 24 Minuten nach der Meldung des Feuers durch einen Taxifahrer um 15:31 Uhr wurde schließlich Feueralarm ausgelöst, und erst gegen 16:30 Uhr, also eine Stunde später, gelangten die Helfer in die Ankunftsebene, wo bereits 16 Menschen an Rauchgasen erstickt waren.[63]

- Am 24. Januar 2005 rollte eine aus Dubai kommende Boeing 747-200F (Frachtflugzeug) der US-amerikanischen Atlas Air in Düsseldorf bei der Landung über die Landebahn hinaus. Das linke innere Triebwerk brannte aus und die Maschine erlitt schwere strukturelle Beschädigungen. 15 Monate nach dem Unglück wurde das Flugzeug – ebenfalls in Düsseldorf – abgewrackt. Der abschließende Untersuchungsbericht der Bundesstelle für Flugunfalluntersuchung konnte keine Mängel am Flugzeug und kein Fehlverhalten der Piloten feststellen. Möglicherweise war eine plötzliche Vereisung der Piste die Unfallursache.[64]

## Sonstiges
Mit einer Höhe von 87 Metern verfügt der Flughafen über den höchsten Kontrollturm (Tower) Deutschlands.
Der Flughafen war Kulisse für verschiedene Film- und Fernsehproduktionen. Unter anderem wurden diverse Szenen für die Filme Satte Farben vor Schwarz und Ein Freund von mir vor Ort gedreht. Die Serien Abenteuer Airport und Drehkreuz Airport spielen hauptsächlich auf dem Gelände des Flughafens.
Der Luftfahrt-Platzierungsdienst OAG ermittelte 2016 für Düsseldorf eine Pünktlichkeitsrate von 73,28 Prozent und damit den letzten Platz der neun deutschen Hauptflughäfen.

## Logos

Logo bis 2013
2013–2023
Seit 2023